# Морфология языка урду
Морфология языка урду в общем схожа с морфологией хинди, однако, по причине культурного обособления мусульман от индуистов, урду вобрал в себя некоторые элементы, характерные для грамматики арабского и персидского языков (напр. идафа). Имена, местоимения и глаголы изменяются по числам (единственное и множественное) и падежам (прямой, косвенный, звательный), глаголы, некоторые прилагательные и существительные также по родам (мужской и женский). Некоторые послелоги тоже изменяются по родам и числам.

## Местоимения
Местоимения урду подразделяются на несколько групп по значению. Отрицательные местоимения в урду отсутствуют, вместо них используются отрицательные конструкции с неопределёнными местоимениями. По характеру изменений и функции в предложении местоимения делятся на местоимения-существительные, местоимения-прилагательные, местоимения-числительные.

### Личные, притяжательные
|                    | Единственное число | Единственное число | Единственное число      | Множественное число | Множественное число            | Множественное число                 |
| Первое лицо        | Второе лицо        | Третье лицо        | Первое                  | Второе              | Третье                         |                                     |
| ------------------ | ------------------ | ------------------ | ----------------------- | ------------------- | ------------------------------ | ----------------------------------- |
| Перевод            | Я                  | Ты                 | Он                      | Мы                  | Вы                             | Они                                 |
| Прямой падеж       | مَیں‎ mɛƞ            | تو‎ tȗ              | یَہ، وه‎ ye, wo           | ہَم‎ ham              | تُم، آپ‎ tum, ȃp                 | یَہ، وه‎ ye, wo                       |
| Косвенный падеж    | مُجه‍‎ mujʰ           | تُجه‍‎ tujʰ           | اِس، اُس‎ is, us           | ہَم‎ ham              | تُم، آپ‎ tum, ȃp                 | اِن، اُن‎ in, un                       |
| С послелогом کا‎ kȃ | میرا‍‎ mera          | تیرا‎ tera          | اِسکا، اُس‌کا‎ is ka, us ka | ہَمارا‎ hamara        | تُمہارا، آپ‌کا‎ tum ka, ȃp ka     | اِن‌کا، اُن‌کا‎ in ka, un ka             |
| С послелогом نے‎ ne | مَیں‌نے‎ mɛƞ ne       | تُو‌نے‎ tȗ ne         | اِس‌نے، اُس‌نے‎ is ne, us ne | ہَم‌نے‎ ham ne         | تمہیں‌نے، آپ‌نے‎ tumheƞ ne, ȃp ne | اِنہوں‌نے، اُنہوں‌نے‎ inhoƞ ne, unhoƞ ne |
| С послелогом کو‎ ko | مُجهے‎ mujʰe         | تُجهے‎ tujʰe         | اِسے، اُسے‎ ise, use       | ہَمیں‎ hameƞ          | تُمہیں، آپ‌کو‎ tumheƞ, ȃp ko      | اِنہیں، اُنہیں‎ inheƞ, unheƞ           |

Личные местоимения в урду употребляются в нескольких формах: в прямом (без послелога) и косвенном (с послелогом) падежах, а также некоторые из них имеют особые формы с послелогами کا، نے، کو‎ kȃ, ne, ko. Из них форма с послелогом کو‎ ko не является строго обязательной, однако часто употребляется, особенно в разговорной речи. Форма с کا‎ kȃ без других послелогов имеет значение притяжательного местоимения, но также может быть частью сложных послелогов (в таком случае местоимение всё равно употребляется в особой форме, а послелог всегда опускается). Окончание формы с послелогом کا‎ kȃ соответствует окончанию, которое в таком случае должно быть у этого послелога без местоимения. Кроме того, местоимение آپ‎ ȃp при послелогах میں‎ meƞ и کا‎ kȃ иногда может иметь форму آپس‎ ȃpas.
По значению личные местоимения урду значительно отличаются от соответствующих русских местоимений.
В первом лице: مَیں‎ mɛƞ употребляется как русское «я», а ہَم‎ ham — как «мы» и, в некоторых случаях, «я».
Во втором лице: تم‎ tum употребляется как «ты» и «вы (Вы)» при обращении к хорошо знакомым людям, друзьям, родственникам и т. п. آپ‎ ȃp — в том же значении при вежливом, уважительном обращении к старшим по возрасту, званию, положению, к плохо знакомым людям. تُو‎ to, tu означает «ты» и используется для выражения либо близких, интимных (с детьми, возлюбленными) отношений, либо, при их отсутствии — подчёркнутого неуважения, презрения, грубости.
В третьем лице имеется два местоимения — یَہ‎ ye и  وه‎ wo, которые также являются указательными местоимениями — первое для предметов в пределах видимости, а также для известных, недавно упоминавшихся вещей, второе для людей и далёких предметов вне поля зрения говорящего. По отношению к людям یَہ‎ ye не употребляется никогда. Также иногда (сейчас очень редко) употребляется آپ‎ ȃp.
После местоимений множественного числа, для подчёркивания множественности иногда может ставиться слово لوگ‎ log «люди».
Притяжательное местоимение آپنا‎ ȃpnȃ соотносится с любым лицом (ср. с рус. «свой»), чаще всего заменяет другие притяжательные местоимения (напр.: میں آپنا کام کر رہا ہوں‎ mɛƞ ȃpnȃ kȃm kar rahȃ hoƞ «Я делаю свою работу»). Оно же может употребляться наряду с притяжательными местоимениями, при этом имея значение подчёркнутой принадлежности к кому-либо (напр.: یہ میری آپنی چیز ہے‎ye meri ȃpnȋ çȋz hɛ «Это моя личная вещь»).

### Указательные
Все указательные местоимения в урду изменяются по числам и падежам, могут заменять и существительное, и прилагательное, и числительное.
Слова یہ‎ ye и وہ‎ wo изменяются как и соответствующие личные местоимения, и обозначают, соответственно, «это (близко)» и «то (далеко)».
Слова اَیسا‎ ɛsȃ и وَیسا‎ wɛsȃ могут изменяться и как существительное, и как прилагательное, в зависимости от того, что они заменяют в предложении (отличия в словоизмении проявляются в форме косвенного падежа множественного числа, у «прилагательных» окончание заменяется на ـے‎ e, а у «существительных» — на ـوں‎ oƞ). Они отличаются от یہ ye и وه wo‎ по значению — اَیسا‎ ɛsȃ и وَیسا‎ wɛsȃ обозначают предмет по признаку, но при этом не всегда выступают в роли определения (ср. с русским: «нам такие не нужны» — заменяет сущ., «этакий подлец» — заменяет прил.)
Сочетание местоимений اَیسا‎ и وَیسا‎ (то есть ایسا ویسا‎) обозначает «обыкновенный, заурядный, ничтожный, какой-нибудь».
Также, как указательные используются слова اب‎ ab «сейчас», تب‎ tab «тогда», یہاں‎ yahȃƞ «здесь», وہاں‎ wahȃƞ «там», اِده‍ر‎ idʰar «сюда», اُده‍ر‎ udʰar «туда», اِتنا‎ itna «столько (близко)», اُتنا‎ utna «столько (далеко)». Последние два местоимения изменяются по образцу существительных.

### Вопросительные
| Единственное число                                  | Единственное число | Множественное число               | Множественное число |
| Прямой                                              | Косвенный          | Прямой                            | Косвенный           |
| --------------------------------------------------- | ------------------ | --------------------------------- | ------------------- |
| کیا‎ kya «что, какой»                                | کِس‎ kis             | کیا‎ kya                           | کِن‎ kin              |
| کَون‎ kɔn «кто»                                       | کِس‎ kis             | کَون‎ kɔn                           | کِن‎ kin              |
| کَیسا‎ kɛsa «какой» (ж. р. - کَیسی‎ kɛsi)               | کَیسے‎ kɛse          | کَیسے‎ kɛse (ж. р. - کَیسی‎ kɛsi)     | کَیسے‎ kɛse           |
| کَونسا‎ kɔnsa «который» (ж. р. - کَونسی‎ kɔnsi)         | کَونسے‎ kɔnse        | کونسے‎ kɔnse (ж. р. - کَونسی‎ kɔnsi) | کَونسے‎ kɔnse         |
| کِتنا‎ kitna «сколький, сколько» (ж. р. - کِتنی‎ kitni) | کتنے‎ kitne         | کتنے‎ kitne (ж. р. - کِتنی‎ kitni)   | کتنوں‎ kitnoƞ        |

Местоимения کیا‎ kya и کون‎ kɔn перед послелогом نے‎ ne во множественном числе имеют форму کِنہوں‎ kinhoƞ. Форма с послелогом کو‎ ko у них — ед. ч. کِسے‎ kise, мн. ч. — کِنہیں‎kinheƞ. Вместо کیا‎ kya может употребляться (в основном после послелогов کا، کو، سے، کے لئے‎ ka, ko, se, kelye) его архаичная неизменяемая форма کاہے‎ kȃhe.
Неизменяемыми являются местоимения کَہاں‎ kahȃƞ «где, куда», کَب‎ kab «когда» и کِده‍ر‎ kidʰar «в каком направлении; куда».
Форма کیسے‎ kɛse также означает «как, каким образом».
Местоимения کیا‎ kya, کونسا‎ kɔnsa и کیسا‎ kɛsa различаются по значению: کیا‎ kya требует в ответе имя, کونسا‎ kɔnsa — имя или определение, выделенное из известной группы предметов, کیسا‎ kɛsa — любое определение уже известного предмета.

### Другие
В качестве возвратных местоимений в урду используются: آپ‎ ȃp, خود‎ xȗd, آپنا‎ ȃpnȃ. Они сочетаются с послелогами, чаще всего это کو‎ ko, при этом آپ‎ ȃp и آپنا‎ ȃpna никогда не сочетаются с послелогом کا‎ kȃ. Изменяется только آپنا‎ ȃpna по образцу прилагательных на ‍ا‎. Иногда местоимение آپ‎ ȃp при послелоге میں‎ mɛƞ имеет форму آپس‎ ȃpas. Сочетание آپنا‎ ȃpna в нужной форме с آپ‎ ȃp означает произведение действия самим предметом над самим собой, (напр.: میں نے آپنے آپ کو کوس ڈالا‎ meƞ ne ȃpne ȃp ko kos ḍȃlȃ — «Я изругал сам себя»).
В урду несколько относительных местоимений: جو‎ jo (косв. جس‎ jis, после نے‎ ne имеет форму جِنہوں‎ jinhoƞ, а после کو‎ ko употребляется جِسے‎ jise или جِنہیں‎ jinheƞ)- «который; тот, что», указывает на предмет, جَیسا‎ jɛsa — «который, какой», указывает на качество, جِتنا‎ jitna- «который, сколький», указывает на количество, جب‎ jab — «тогда, когда», جہاں‎ jahȃƞ — «там, где», جِده‍ر‎ jidʰar — «в каком направлении; туда, куда».
В урду к определительным местоимениям относятся:
1) Местоимения خود‎ xȗd и آپ‎ ȃp указывают на то, что объект сам выполняет действие. Они обычно употребляются с личными местоимениями и одушевлёнными именами собственными. آپ‎ ȃp располагается только после определяемого, а خود‎ xȗd может стоять и перед ним, и после. Часто они усиливаются частицей ہی‎ hi. Также для подчёркивания значения эти местоимения могут употребляться в сочетаниях آپ ہی آپ‎ ȃp hi ȃp, آپنے آپ‎ȃpne ȃp, آپنے آپ ہی‎ ȃpne ȃp hi или خود به خود‎ xȗd ba xȗd.
2) Местоимение سب‎ (в косвенном падеже سبہوں‎ sabhoƞ) sab указывает на совокупность.
3) Местоимения سارا، سموچا، تمام‎ sȃrȃ, samȗçȃ, tamȃm сочетаются только с именами существительными и указывают либо на совокупность (то есть взаимозаменяемы с سب‎ sab), либо на полноту охвата предмета или явления, напр.: بیچاره ساری رات چلتا رہا‎ beçȃra sȃri rȃt çalta rahȃ — «Бедняга шёл всю (то есть целую) ночь».
4) Местоимение ہر‎ har употребляется с существительными в единственном числе и указывает на несколько предметов, подчёркивая каждый из них отдельно, напр.: ہر شخص اس کے سلام دے رہا تها‎ har şaxs us ke salȃm de rahȃ tha — «Каждый человек поприветствовал его».
Из неопределённых местоимений есть такие, которые употребляются только с исчисляемыми словами, например کئی‎ kai «несколько (немало)» и چند‎ çand «несколько (немного)».
Местоимение کوئی‎ koi (в косвенном падеже — کسی‎ kisi) «кто-то, какой-нибудь» употребляется в значении «любой из множества» (ср. с ایک‎ ek «кто-то, один из множества»). Сравните предложения: تمہارے پاس کوئی لغت ہے (یا نہیں)؟‎ tumhȃre pȃs koi luğat hɛ (yȃ nahiƞ)? «У тебя есть какой-нибудь словарь (или нет)?» — تمہارے پاس ایک لغت ہے (یا دو)؟‎ tumhȃre pȃs ek luğat hɛ (yȃ do)? «У тебя есть один словарь (или два)?». С порядковыми числительными это местоимение означает «около» (напр.: کوئی دو بجے‎ koi do baje «какие-то два часа; около двух часов».
Местоимение کچه‍‎ kuçʰ, если оно стоит в позиции имени, означает «что-то, кое-что», а в позиции определения — «несколько, немного». Не изменяется, как правило, не соединяется с послелогами (вместо этого используется сочетание کوئی چیز‎ koi çȋz «какая-то вещь», напр.: کسی چیز پر‎ kisi çȋz par «на чём-то; на какой-то вещи»). Также неопределёнными местоимениями являются کَہیں‎ kahiƞ «где-то, куда-то» и کبه‍ی‎ kabʰi «когда-то».
В урду имеются соотносительные местоимения, из них سو‎ so. Оно употребляется в главных частях сложноподчинённых предложений с союзом جو‎ jo во вводной части, напр.: جو ہوا سو ہوا‎ jo hua — so hua «Что случилось, то случилось». Также, может употребляться в значении вводного слова «итак, так вот, поэтому», напр.: یہاں میں ہی ایک مہمان ته‍ا، سو جا رہا ہوں‎ yahȃƞ meƞ hi ek mehmȃn tʰa — so ja rahȃ huƞ «Здесь я был гостем, и теперь я ухожу».
Также, соотносительным местоимением является تیسا‎ tɛsȃ, которое употребляется в сочетании с جیسا‎ jɛsȃ, например: جیسا تیسا‎ jɛsȃ-tɛsȃ «обыкновенный, заурядный», جیسے کا تیسا‎ jɛse kȃ tɛsȃ «неизменившийся; такой, как прежде», جیسے کو تیسا‎ jɛse ko tɛsȃ «относящийся так же; платящий тем же». Ещё оно может употребляться в сочетании ایسا کی تیسا‎ ɛsa ki tɛsa «к черту… [что-то]».

## Глагол

### Именные формы

#### Инфинитив
Инфинитив глагола в урду всегда оканчивается на ‍‍ـنا‎ -nȃ и представляет собой имя действия мужского рода (то есть, например: آنا‎ ȃnȃ значит и «приходить, приезжать», и «приход, приезд»). При отбрасывании ‍‍ـنا‎ -nȃ от инфинитива остаётся основа глагола. Инфинитив сочетает как глагольные, так и именные функции. Как глагольная форма, инфинитив имеет значение переходности или непереходности действия; может распространяться косвенными дополнениями и обстоятельствами; может образовывать форму страдательного залога; могут выступать в качестве самостоятельного сказуемого, при этом имея значение повеления/запрета (сравните с русским: «Не входить!»); инфинитивы участвуют при образовании некоторых глагольных оборотов. Из именных признаков инфинитива: мужской грамматический род и единственное грамматическое число; два падежа — прямой и косвенный, окончание косвенного падежа — ـے‎ e, как у всех существительных мужского рода; инфинитив может употребляться со всеми послелогами; инфинитив может определяться прилагательным (кроме относительных), притяжательным или указательным местоимением, но не определяется количественным числительным; в предложении инфинитивом могут выполняться те же функции, что и у любого другого существительного. Также, иногда инфинитив, являясь определением, может согласовываться с существительным по роду и числу (например: نوکری ملنی مشکل ہو جائے‌گی‎ nɔkrȋ milnȋ muuşkil ho jȃyegi «Будет трудно получить работу»).

#### Причастие
В урду различают несколько типов причастий. Причастия сочетают в себе глагольные и именные признаки. И глагольных признаков: обозначение действия или состояния; переходность или непереходность, в зависимости от исходного глагола; прямое дополнение при переходных причастиях; глагольное управление как у исходного глагола; возможность распространения косвенными дополнениями и обстоятельствами; видовые различия; относительное обозначение времени. И именных признаков: обозначение признака предмета; согласование с определяемым и изменение по типу прилагательных; возможность выполнять синтаксические функции прилагательного.
Простое причастие I образуется от основы глагола прибавление окончания ‍‍ـتا‎ -tȃ. Оно изменяется по типу прилагательных. Оно может употребляться как простое определение, (например: ‍‍لکه‍تی لڑکیاں‎ likʰtȋ laṛkiyȃƞ «пишущие девушки»; ‍‍مرتا کیا نہیں کرتا؟‎ martȃ kyȃ nahȋƞ kartȃ? «Что не сделает умирающий?; Умирающий готов на всё»(пословица)), так и как сказуемое (такая конструкция представляет собой одну из форм настоящего времени). Употребляясь как сказуемое, при условии, что вспомогательный глагол опущен (так может происходить, например, в отрицательных формах), в женском роде множественного числа причастие принимает окончание ‍‍ـیں‎ -ȋƞ. Простое причастие I обозначает незавершённое действие, находящееся в процессе выполнения. Например: ‍‍میں اردو بولتا ہوں‎mɛƞ urdȗ boltȃ hoƞ «Я говорю на урду (вообще; я могу говорить на урду)» (сравните с ‍‍میں اردو بول رہا ہوں‎ab mɛƞ urdȗ bol rahȃ hoƞ «Сейчас я говорю на урду»).
Составное причастие I образуется сочетанием простого причастия I основного глагола с простым причастием II глагола ‍‍ہونا‎ honȃ «быть». Оно имеет то же значение, что и простое причастие I, однако употребляется несколько по-другому. Оно приходит либо в качестве дополнения (например: ‍‍انہوں‌نے گرتےہوئے کو سمبه‍الا‎ unhoƞ ne girte-hue ko sambʰȃlȃ «Он поддержал падавшего»), либо в качестве определения (например: ‍‍دیکه‍و، وہ سمکتا‌ہوا پانی ہے‎ dekʰo, wo samaktȃ-hua pȃnȋ hɛ «Смотри, это — сверкающая вода»).
Простое причастие II образуется от основы глагола путём присоединения к ней окончания ‍‍ـا‎ -ȃ. Если основа оканчивается на гласные -ȃ, -e, -o, -ȋ, то между ними и окончанием появляется звук -y. Это причастие изменяется по образцу прилагательных. В форме женского рода множественного числа, употребляемой без вспомогательного глагола, появляется окончание ‍‍ـیں‎ -ȋƞ. Не по правилам изменяются глаголы ‍‍کرنا‎ karnȃ «делать», ‍‍دینا‎ denȃ «давать», ‍‍لینا‎ lenȃ «брать», ‍‍جانا‎ jȃnȃ «идти, уходить», ‍‍ہونا‎ honȃ «быть, являться», их формы представлены в следующей таблице.
| Мужской род | Мужской род | Женский род | Женский род |
| Ед. ч.      | Мн. ч.      | Ед. ч.      | Мн. ч.      |
| ----------- | ----------- | ----------- | ----------- |
| کیا‎ kiyȃ    | کئے‎ kiye    | کی‎ kȋ       | کیں‎ kȋƞ     |
| دیا‎ diyȃ    | دئے‎ diye    | دی‎ dȋ       | دیں‎ dȋƞ     |
| لیا‎ liyȃ    | لئے‎ liye    | لی‎ lȋ       | لیں‎ lȋƞ     |
| گیا‎ gayȃ    | گئے‎ gaye    | گئی‎ gayȋ    | گیئں‎ gayȋƞ  |
| ہوا‎ huȃ     | ہوئے‎ hue    | ہوئی‎ huȋ    | ہوئیں‎ huȋƞ  |

Это причастие обычно имеет значение прошедшего времени. Если оно образовано от переходных глаголов, то может распространяться при помощи послелогов ‍‍کا‎ kȃ и ‍‍سے‎ se (например: ‍‍الله کا دیا که‍انے به‍ر کو بہت ہے‎ Allȃh kȃ diyȃ kʰȃne bʰar ko bohot hɛ «Данное Богом более чем достаточно, чтобы прокормиться». Оно может употребляться и просто как определение (например: ‍‍که‍ویا مسافر‎ kʰoyȃ musȃfir «Заблудившийся путник»). Чаще оно употребляется в качестве формы прошедшего времени (в таком случае в предложении не требуется вспомогательный глагол). В таком случае, причастие обозначает однократное действие в прошлом, не привязанное к определённому отрезку времени. Подробнее см. в разделе, посвящённом временам глагола.
Составное причастие II образуется совмещением простого причастия II основного глагола и простого причастия II глагола ‍‍ہونا‎ honȃ «быть». В отличие от простого причастия II, составное причастие имеет значение уже завершившегося действия или состояния, которое стало признаком предмета (сравните: ‍‍وہ بچپن کے که‍یلے ہوئے ہیں‎ wo baçpan ke kʰele hue hɛƞ «Они в детстве играли (досл: они детства игравшие есть)» — они играли в детстве, и теперь они называются «игравшими в детстве», это их признак. ‍‍وہ وہاں که‍یلے‎ wo wahȃƞ kʰele «Они там играли» — сообщается только о факте того, что они играли там, и ничего более). То, что это причастие имеет значение признака, не значит, что оно употребляется только как определение (например: ‍‍بچه‍ڑے‌ہوئے مل جاتے ہیں‎ biçʰṛe hue mil jȃte hɛƞ «Потерявшиеся — находятся» — значит, те, кто потерялся, и обладает признаком «потерявшийся», может быть найден. Здесь слово ‍‍بچه‍ڑے‌ہوئے‎ biçʰṛe hue «Потерявшиеся» употреблено как подлежащее).
Особое место занимают причастия с суффиксом ‍‍والا‎ -wȃlȃ. Они образуются путём присоединения этого суффикса к форме косвенного падежа инфинитива. Изменяется только окончание суффикса (по образцу прилагательных). Обычно они обозначают либо совершающего действие (часто — на фоне другого действия другого лица), выраженное инфинитивом (например: ‍‍تب گه‍ر کے دو کام کرنے‌والے ته‍ے‎ tab gʰar ke do kȃm karne-wȃle tʰe «Тогда при доме было двое работников (досл.: работу делающих было)»), либо намерение совершить это действие (например: ‍‍میں باہر چالا گیا ته‍ا اور اب پهر جانے‌والا ہوں‎ mɛƞ bȃhir çȃlȃ gayȃ tʰa ɔr ab pʰir jȃne-wȃlȃ hoƞ «Я уезжал, и теперь снова собираюсь уехать»).
Продолженное причастие образуется путём присоединения к основе глагола суффикса ‍‍رہا‎ rahȃ. Окончание суффикса изменяется по образцу прилагательных. Продолженное причастие обозначает действие, происходящее в определённый отрезок времени. При настоящем времени, если другое не указано контекстом или обстоятельствами времени, причастие имеет значение протекания действия в момент речи. Вопрос ‍‍کب‎ kab «когда?», заданный в ответ на фразу ‍‍بارش ہو رہی ہے‎ bȃriş ho rahȋ hɛ «Идёт дождь (досл.: дождь идущий есть)», по меньшей мере, неуместен. При прошедшем времени из контекста или вспомогательных слов обычно ясно, в какой отрезок времени проходило действие. При будущем времени употребляется редко, но и тогда должно быть указано, в какой отрезок времени будет проходить действие. Чтобы лучше понять значение этого причастия, можно привести аналогию с простым причастием I: ‍‍میں اردو بولتا ہوں‎mɛƞ urdȗ boltȃ hoƞ «Я говорю на урду (вообще; я могу говорить на урду)» — ‍‍میں اردو بول رہا ہوں‎ab mɛƞ urdȗ bol rahȃ hoƞ «Сейчас я говорю на урду».
Страдательные причастия могут образовываться от всех видов действительных причастий, кроме составного причастия II. Страдательные причастия образуются совмещением действительного простого причастия II с соответствующим причастием, образованным от глагола ‍‍جانا‎ jȃnȃ. Например, ‍‍پڑه‍تا ہوا‎ paṛʰtȃ huȃ «Читающий» в страдательной форме будет ‍‍پڑه‍ا جاتا ہوا‎ paṛʰȃ jȃtȃ huȃ «Читаемый». В современном урду активно употребляются только четыре формы страдательных причастий: простое страдательное I, простое страдательное II, страдательное с суффиксом ‍‍والا‎ wȃlȃ, страдательное продолженное.
Иноязычные (арабские, персидские) причастия в урду употребляются как обычные прилагательные, по этой причине они здесь не описываются.

#### Деепричастие
Деепричастия в урду могут быть образованы по нескольким способам.
1) Первый вариант деепричастия представляет собой простое любое причастие (кроме причастия с والا‎ wȃlȃ и продолженного причастия) в форме косвенного падежа. Оно обозначает действие (с оттенком значения причастия), осуществляемое совместно с действием глагола-сказуемого. Например: آپ کے حسنِ اخلاق کی تعریف کرتے اس کی زبان نہیں ته‍کتی‎ȃp ke husne-axlȃq kȋ tȃrȋf karte us kȋ zabȃn nahȋƞ tʰakti «Его язык не устаёт хвалить Ваши добродетели (досл.: Ваших добродетелей объяснение делая его язык не устаёт)», آپ‌کو اتنے آدمیوں کے سامنے اکیلے جاتے‌ہوئے ذرا به‍ی خوف نہ ہوا‎ȃp ko itne ȃdmȋyoƞ ke sȃmne akele jȃte-hue zarȃ bʰi xɔf na huȃ «Вы даже нисколько не побоялись, идя против стольких людей».
2) К основе глагола прибавляются суффиксы کرکے، كر، کے‎ ke, kar, kar ke (последний употребляется сравнительно редко). Они являются взаимозаменяемыми. Пример: ماں کو دیكه‍‌كر بچہ خوش ہوجاتا ہے‎ mȃƞ ko dekʰ-kar baçça xȗş hojȃtȃ hɛ «Видя мать, ребёнок радуется».
3) Перед глаголом-сказуемым ставится основа глагола, из которого образуется деепричастие. Аналогично причастию с كر‎, но вместо kar здесь — глагол-сказуемое. Пример: میں نے انہیں باغ میں جا پکڑا‎ mɛƞ ne unheƞ bȃğ meƞ jȃ pakaṛȃ «Я застал (досл.: придя, схватил) его в саду».

### Времена

#### Настоящее общее
Настоящее общее время образуется путём создания именного сказуемого из простого причастия I и вспомогательного глагола ہونا‎ honȃ. То есть, получается фраза, которая дословно переводится как «Он делающий есть», а литературно — как «Он делает». Как уже было указано выше, простое причастие I образуется путём прибавления к основе глагола окончания ـتا‎ -tȃ, и изменяется (по родам и числам) как прилагательное. В случаях, когда вспомогательный глагол отсутствует (например, при отрицании), в форме женского рода множественного числам причастие получает окончание ـیں‎ -ȋƞ. Таким образом, в настоящем общем времени глагол склоняется так (на примере глагола لکه‍نا‎ likʰna «писать»).
|                    | Мужской род                     | Мужской род                                        | Женский род                     | Женский род                                        |
| Единственное число | Множественное число             | Единственное число                                 | Множественное число             |                                                    |
| ------------------ | ------------------------------- | -------------------------------------------------- | ------------------------------- | -------------------------------------------------- |
| Первое лицо        | میں لکه‍تا ہوں‎ mɛƞ likʰta huƞ     | ہم لکه‍تے ہیں‎ ham likʰte hɛƞ                         | میں لکه‍تی ہوں‎ mɛƞ likʰtȋ huƞ     | ہم لکه‍تی ہیں‎ ham likʰtȋ hɛƞ                         |
| Второе лицо        | تو لکه‍تا ہے‎ tȗ likʰta hɛ         | تم لکه‍تے ہو‎ tum likʰte ho آپ لکه‍تے ہیں‎ ȃp likʰte hɛƞ | تو لکه‍تی ہے‎ to likʰtȋ hɛ         | تم لکه‍تی ہو‎ tum likʰtȋ ho آپ لکه‍تی ہیں‎ ȃp likʰtȋ hɛƞ |
| Третье лицо        | وه، یہ لکه‍تا ہے‎ wo, ye likʰta hɛ | وه، یہ لکه‍تے ہیں‎ wo, ye likʰte hɛƞ                  | وه، یہ لکه‍تی ہے‎ wo, ye likʰtȋ hɛ | وه، یہ لکه‍تی ہیں‎ wo, ye likʰtȋ hɛƞ                  |

Настоящее общее время используется:
1) Для указания на невременное значение и указание общих истин, например: اکیلی تو لکڑی به‍ی نہیں جلتی‎ akelȋ to lakṛȋ bʰi nahȋƞ jaltȋ «Одно и полено не горит (пословица)».
2) Для указания на постоянную характеристику предмета, например: ‍‍وہ اسکل میں پڑه‍تا ہے‎ wo iskul meƞ paṛʰtȃ hɛ «Он учится в школе».
3) Для указания на многократное действие, например: ‍‍رات کو آسمان پر تارے نکل جاتے ہیں‎ rȃt ko ȃsmȃn par tȃre nikl jȃte hɛƞ «Ночью на небе появляются звезды».
4) Для указания на возможность совершения действия, например: ‍‍میں اردو بولتا ہوں‎ mɛƞ urdȗ boltȃ hoƞ «Я говорю на урду (вообще; я могу говорить на урду)».
5) Если значение глагола таково, что оно может быть названо таковым лишь условно (к ним относятся преимущественно глаголы, называющие речевые и мыслительные акты), например: ‍‍میں سوچتا ہوں کہ…‎ mɛƞ soçtȃ hoƞ, ke… «Я думаю, что…».
6) При образовании настоящего общего времени от глагола ہونا‎ honȃ (то есть, например ‍‍ہوتا ہے‎ hotȃ hɛ) фраза будет иметь значение «бывать, иногда являться таковым».
Для отрицания в настоящем общем времени используется частица ‍‍نہیں‎ nahȋƞ, которая ставится либо перед причастием, либо после него. Если частица стоит перед причастием, то глагол ‍‍ہونا‎ honȃ может опускаться или сохраняться, а если стоит после — глагол обязательно опускается. Также, если ‍‍نہیں‎ nahȋƞ стоит перед причастием, оно само в женском роде множественного числа принимает окончание ـیں‎ -ȋƞ, если же частица стоит перед причастием, то оно может не принимать это окончание, даже если глагол ہونا‎ honȃ опущен. Ниже приведены четыре формы отрицания для фразы «Они (женщины) не пишут».
‍‍وه نہیں لکه‍تی ہیں‎ wo nahȋƞ likʰtȋ hɛƞ
‍‍وه نہیں لکه‍تیں‎ wo nahȋƞ likʰtȋƞ
‍‍وه لکه‍تی نہیں‎ wo likʰtȋ nahȋƞ
‍‍وه لکه‍تیں نہیں‎ wo likʰtȋƞ nahȋƞ

#### Настоящее продолженное
Настоящее продолженное время (также: настоящее конкретное время) образуется подобно настоящему общему, только вместо простого причастия I употребляется продолженное причастие. Продолженное причастие образуется прибавление окончания ‍‍رہا‎ rahȃ к основе глагола, окончание изменяется как прилагательное. В этом времени обычно даже при отрицании не опускается глагол ‍‍ہونا‎ honȃ. В настоящем продолженном времени глагол склоняется так (на примере глагола لکه‍نا‎ likʰna «писать»).
|                    | Мужской род                          | Мужской род                                                  | Женский род                          | Женский род                                                  |
| Единственное число | Множественное число                  | Единственное число                                           | Множественное число                  |                                                              |
| ------------------ | ------------------------------------ | ------------------------------------------------------------ | ------------------------------------ | ------------------------------------------------------------ |
| Первое лицо        | میں لکه‍ رہا ہوں‎ mɛƞ likʰ rahȃ huƞ     | ہم لکه‍ رہے ہیں‎ ham likʰ rahe hɛƞ                              | میں لکه‍ رہی ہوں‎ mɛƞ likʰ rahȋ huƞ     | ہم لکه‍ رہی ہیں‎ ham likʰ rahȋ hɛƞ                              |
| Второе лицо        | تو لکه‍ رہا ہے‎ tȗ likʰ rahȃ hɛ         | تم لکه‍ رہے ہو‎ tum likʰ rahe ho آپ لکه‍ رہے ہیں‎ ȃp likʰ rahe hɛƞ | تو لکه‍ رہی ہے‎ to likʰ rahȋ hɛ         | تم لکه‍ رہی ہو‎ tum likʰ rahȋ ho آپ لکه‍ رہی ہیں‎ ȃp likʰ rahȋ hɛƞ |
| Третье лицо        | وه، یہ لکه‍ رہا ہے‎ wo, ye likʰ rahȃ hɛ | وه، یہ لکه‍ رہے ہیں‎ wo, ye likʰ rahe hɛƞ                       | وه، یہ لکه‍ رہی ہے‎ wo, ye likʰ rahȋ hɛ | وه، یہ لکه‍ رہی ہیں‎ wo, ye likʰ rahȋ hɛƞ                       |

Настоящее продолженное время обозначает действие, проходящее в определённый отрезок времени, в том числе в момент речи, по этой причине нет нужды в дополнительных обозначениях времени (однако они могут присутствовать). Вопрос ‍‍کب‎ kab «когда?», заданный в ответ на фразу ‍‍بارش ہو رہی ہے‎ bȃriş ho rahȋ hɛ «Идёт дождь (досл.: дождь идущий есть)», по меньшей мере, неуместен. В предложениях с настоящим продолженным временем могут присутствовать слова со значением «как долго» (например: ‍‍تم دو گه‍نٹے سے مجه‍ے دیکه‍ رہے ہو‎ tum do gʰante se mujʰe dekʰ rahe ho «Ты два часа на меня смотришь»). При этом в таких предложениях ни в коем случае не может присутствовать слово, отвечающее на вопрос «как часто?» (в этом — одно из основных различий между двумя формами настоящего времени в урду, и при затруднении в выборе одной из них полезно проверять на допустимость по контексту употребления обстоятельств со значением «как часто?»).
В отрицательной форме настоящего продолженного времени частица نہیں‎ nahȋƞ может стоять перед основой глагола (чаще), либо после неё (реже). При этом глагол ہونا‎ honȃ никогда не опускается. Ниже приведены обе формы отрицания для фразы «Они (женщины) не пишут».
‍‍وه نہیں لکه‍ رہی ہیں‎ wo nahȋƞ likʰ rahȋ hɛƞ
‍‍وه لکه‍ نہیں رہی ہیں‎ wo likʰ nahȋƞ rahȋ hɛƞ

#### Прошедшее общее
Прошедшее общее время образуется аналогично соответствующему настоящему, но глагол ہونا‎ honȃ имеет форму пошедшего времени. Она представляет собой слово ته‍ا‎ tʰȃ в нужной форме. Вот как выглядят формы глагола لکه‍نا‎ likʰna «писать» в прошедшем общем времени.
|                    | Мужской род                      | Мужской род                                        | Женский род                      | Женский род                                            |
| Единственное число | Множественное число              | Единственное число                                 | Множественное число              |                                                        |
| ------------------ | -------------------------------- | -------------------------------------------------- | -------------------------------- | ------------------------------------------------------ |
| Первое лицо        | میں لکه‍تا ته‍ا‎ mɛƞ likʰta tʰȃ       | ہم لکه‍تے ته‍ے‎ ham likʰte tʰe                          | میں لکه‍تی ته‍ی‎ mɛƞ likʰtȋ tʰȋ       | ہم لکه‍تی ته‍یں‎ ham likʰtȋ tʰȋƞ                            |
| Второе лицо        | تو لکه‍تا ته‍ا‎ tȗ likʰta tʰȃ         | تم لکه‍تے ته‍ے‎ tum likʰte tʰe آپ لکه‍تے ته‍ے‎ ȃp likʰte tʰe | تو لکه‍تی ته‍ی‎ to likʰtȋ tʰȋ         | تم لکه‍تی ته‍یں‎ tum likʰtȋ tʰȋƞ آپ لکه‍تی ته‍یں‎ ȃp likʰtȋ tʰȋƞ |
| Третье лицо        | وه، یہ لکه‍تا ته‍ا‎ wo, ye likʰta tʰȃ | وه، یہ لکه‍تے ته‍ے‎ wo, ye likʰte tʰe                   | وه، یہ لکه‍تی ته‍ی‎ wo, ye likʰtȋ tʰȋ | وه، یہ لکه‍تی ته‍یں‎ wo, ye likʰtȋ tʰȋƞ                     |

Прошедшее общее время употребляется аналогично настоящему общему, с той лишь разницей, что прошедшее время обозначает действие, не продолжающееся в момент речи, но произошедшее до него. Исключение составляет условие, сформулированное под пунктом 1: для указания на вневременное значение и общие истины используется только форма настоящего общего времени. Всё, сказанное в пунктах 2-6 раздела «Настоящее общее время», имеет силу и для данного случая.
При выборе формы прошедшего времени в урду следует учесть тот факт, что прошедшее общее время не сочетается с обстоятельствами, называющими конкретный период времени, например: «сегодня утром», «в тот день» и т. п.
Использование неполных форм прошедшего общего времени наблюдается чаще, чем форм, соотносимых с настоящим. Отсутствие временного показателя компенсируется контекстом, в котором так или иначе указывается информация о времени протекания действия. Если неполная форма соотносится с планом прошедшего времени, то основным контекстом её употребления является контекст многократности.

#### Прошедшее продолженное
Прошедшее продолженное время отличается от аналогичного настоящего только показателем времени — здесь это форма ته‍ا‎ tʰȃ. Склонение глагола لکه‍نا‎ likʰna «писать» в прошедшем продолженном времени представлено в следующей таблице.
|                    | Мужской род                           | Мужской род                                                  | Женский род                           | Женский род                                                      |
| Единственное число | Множественное число                   | Единственное число                                           | Множественное число                   |                                                                  |
| ------------------ | ------------------------------------- | ------------------------------------------------------------ | ------------------------------------- | ---------------------------------------------------------------- |
| Первое лицо        | میں لکه‍ رہا ته‍ا‎ mɛƞ likʰ rahȃ tʰȃ       | ہم لکه‍ رہے ته‍ے‎ ham likʰ rahe tʰe                               | میں لکه‍ رہی ته‍ی‎ mɛƞ likʰ rahȋ tʰȋ       | ہم لکه‍ رہی ته‍یں‎ ham likʰ rahȋ tʰȋƞ                                 |
| Второе лицо        | تو لکه‍ رہا ته‍ا‎ tȗ likʰ rahȃ tʰȃ         | تم لکه‍ رہے ته‍ے‎ tum likʰ rahe tʰe آپ لکه‍ رہے ته‍ے‎ ȃp likʰ rahe tʰe | تو لکه‍ رہی ته‍ی‎ to likʰ rahȋ tʰȋ         | تم لکه‍ رہی ته‍یں‎ tum likʰ rahȋ tʰȋƞ آپ لکه‍ رہی ته‍یں‎ ȃp likʰ rahe tʰȋƞ |
| Третье лицо        | وه، یہ لکه‍ رہا ته‍ا‎ wo, ye likʰ rahȃ tʰȃ | وه، یہ لکه‍ رہے ته‍ے‎ wo, ye likʰ rahe tʰe                        | وه، یہ لکه‍ رہی ته‍ی‎ wo, ye likʰ rahȋ tʰȋ | وه، یہ لکه‍ رہی ته‍یں‎ wo, ye likʰ rahȋ tʰȋƞ                          |

Формы прошедшего продолженного времени используются для обозначения процесса, протекавшего в определённый момент времени в прошлом. Эти формы могут иметь обстоятельства времени, однако только в том случае, если обозначаемый ими период относительно невелик, в противном случае используется прошедшее общее время. Сравните:
کل میں مچه‍لیوں کا شکار کر رہا تها‎ kal mɛƞ maçʰlȋyoƞ kȃ şikȃr kar rahȃ tʰa «Вчера я ловил рыбу» (то есть, вчера я один раз ходил на рыбалку);
بچپن میں مَیں مچه‍لیوں کا شکار کرتا ته‍ا‎ baçpan meƞ mɛƞ maçʰlȋyoƞ kȃ şikȃr kartȃ tʰa «В детстве я ловил рыбу» (то есть, я ходил на рыбалку иногда, я не рыбачил всё детство или один раз в детстве).
Чтобы произвести выбор между прошедшим продолженным и прошедшим осуществлённым временами, необходимо посмотреть на характер текста: первое употребляется в описательном контексте, второе — в повествовательном. Сравните:
کل بارش ہو رہی ته‍ی- موسم خراب سا ته‍ا‎ kal bȃriş rahȋ tʰȋ. mɔsam xarȃb sa tʰa «Вчера шёл дождь. Погода была отвратительная».
کل بارش ہوئی- په‍ر برف باری شروع ہوئی‎ kal bȃriş hoȋ. pʰir barf bȃrȋ şurȗ hoȋ «Вчера шёл дождь. Потом пошёл снег».

#### Прошедшее совершённое I
Прошедшее осуществлённое время представляет собой простое причастие II, глагол-связка при этом отсутствует. Подробнее об образовании этого причастия смотрите в соответствующем разделе. Здесь приведены лишь неправильные формы, присущие глаголам ‍‍کرنا‎ karnȃ «делать», ‍‍دینا‎ denȃ «давать», ‍‍لینا‎ lenȃ «брать», ‍‍جانا‎ jȃnȃ «идти, уходить», ‍‍ہونا‎ honȃ «быть, являться».
| Мужской род | Мужской род | Женский род | Женский род |
| Ед. ч.      | Мн. ч.      | Ед. ч.      | Мн. ч.      |
| ----------- | ----------- | ----------- | ----------- |
| کیا‎ kiyȃ    | کئے‎ kiye    | کی‎ kȋ       | کیں‎ kȋƞ     |
| دیا‎ diyȃ    | دئے‎ diye    | دی‎ dȋ       | دیں‎ dȋƞ     |
| لیا‎ liyȃ    | لئے‎ liye    | لی‎ lȋ       | لیں‎ lȋƞ     |
| گیا‎ gayȃ    | گئے‎ gaye    | گئی‎ gayȋ    | گیئں‎ gayȋƞ  |
| ہوا‎ huȃ     | ہوئے‎ hue    | ہوئی‎ huȋ    | ہوئیں‎ huȋƞ  |

Это время служит для обозначения действия, произошедшего в прошедшем времени. Признаком «фактичности» (=ситуация имела место) видовое значение этой формы и исчерпывается.
Особенностью прошедшего осуществлённого является два типа конструкций: номинативная и эргативная.
Номинативная конструкция (глагол согласуется с подлежащим) строится при непереходных глаголах (или составных глаголах, в том числе интенсивных, один из компонентов которых — непереходный), например: وہ مسکرا دیا‎ wo muskurȃ diyȃ «Он улыбнулся».
При переходных глаголах строится эргативная конструкция. Она представляет собой подлежащее в косвенном падеже с послелогом نے‎ ne (у личных местоимений особые формы с этим послелогом, см. выше), а также глагол, согласованный с дополнением. Например: کیا آج بچےنے چائے پئی؟‎ kyȃ ȃj baççe ne çaye piye? «Мальчик сегодня пил чай?» (چائے‎ çaye — в урду слово женского рода, и с ним согласовано сказуемое. Изменение рода и числа слова بچہ‎ baçça не влияет на форму глагола-сказуемого).
Если дополнение (объект действия) выступает в косвенном падеже с предлогом или его функцию выполняет зависимое предложение, то глагол употребляется в форме мужского рода единственного числа, например: بہن‌نے کہا کہ…‎ bahin ne kahȃ ke… «Дочь сказала, что…» (далее следует зависимое предложение); کیا بچوں‌نے اپنی ماں کو دیکه‍ا؟‎ kyȃ baççoƞ ne apnȋ mȃƞ ko dekʰa? «Видели ли дети свою мать?» (ماں کو‎ — объект с послелогом). Таким же образом оформляются конструкции, если объект не выражен в предложении, но подразумевается или требуется глаголом (такая конструкция называется «нейтральной эргативной», в противоположность «объектной эргативной»).
Если в предложении имеются однородные сказуемые, одно из которых переходное, а другое — нет, то производится так называемая «ломка конструкции», то есть и номинативная, и эргативная совмещаются в одном предложении. Это значит, что непереходный глагол согласуется с подлежащим, а переходный — с объектом, а подлежащее оформляется так, как того требует первая часть сложного предложения. Примеры:
اس نے چه‍تری لی اور کمرے سے نکل گیا‎ us ne çʰatrȋ lȋ ɔr kamre se nikl giyȃ «Он взял зонт и вышел из комнаты» (сначала идёт предложение с переходным глаголом, и подлежащее имеет послелог نے‎ ne)
وہ کمرے میں آیا اور چه‍تری لی‎ wo kamre meƞ ȃyȃ ɔr çʰatrȋ lȋ «Он зашёл в комнату и взял зонт» (сначала идёт предложение с непереходным глаголом, и подлежащее оформляется без послелога نے‎ ne)
Для отрицания в прошедшем осуществлённом времени употребляется частица نہیں‎ nahȋƞ, которая может стоять до или после глагола.

#### Прошедшее совершённое II и III
Обычно прошедшее осуществлённое время употребляется без вспомогательного глагола ہونا‎ honȃ, но есть формы, которые допускают его употребление. При них форма множественного числа женского рода утрачивает окончание یں‎ -ȋƞ, указывающее на число, так как сведения о числе уже содержатся в формах глагола ہونا‎ honȃ.
В том случае, если событие, по мнению говорящего, представляет значимость на момент речи, прошедшее осуществлённое время оформляется формой глагола ہونا‎ honȃ настоящего времени. Такие формы не употребляются для описания следующих друг за другом событий (и не допускают таких словесных сигналов как «потом, затем, после этого» и т. п.). Другими словами, они используются не для повествования, а для пояснения.
Если же действие глагола не может влиять на нынешние события, употребляется форма прошедшего времени этого глагола.
Примеры:
اگر آپ نے دیباچہ پڑه‍ا ہے، تو آپ کو معلوم ہے كہ…‎ agar ȃp ne dȋbȃça paṛʰȃ hɛ, to ȃp ko mȃlȗm hɛ ke…. «Если Вы читали предисловие, то вам должно быть известно, что…» (то, что Вы читали предисловие — важно, так как в противном случае вам будут неизвестны следующие сведения).
واپس ہوتے وقت ایک شخص نے ان سے پوچه‍ا کہاں گئے ته‍ے آپ؟‎ wȃpas hote waqt ek şaxs un se poçʰa kahȃƞ gaye tʰe ȃp? «Когда он возвращался, один человек спросил его: „Куда вы ходили?“» (но не «ушли», так как после ухода следовало возвращение).

#### Будущее простое
Простое будущее время образуется путём присоединения к простой форме сослагательного наклонения показателя будущего времени گا‎ в нужной форме. На примере глагола لکه‍نا‎ likʰna «писать» можно составить следующую таблицу.
|                    | Мужской род                 | Мужской род                                | Женский род                 | Женский род                                |
| Единственное число | Множественное число         | Единственное число                         | Множественное число         |                                            |
| ------------------ | --------------------------- | ------------------------------------------ | --------------------------- | ------------------------------------------ |
| Первое лицо        | میں لکه‍وں‌گا‎ mɛƞ likʰoƞgȃ     | ہم لکه‍یں‌گے‎ ham likʰeƞge                     | میں لکه‍وں‌گی‎ mɛƞ likʰoƞgȋ     | ہم لکه‍یں‌گی‎ ham likʰeƞgȋ                     |
| Второе лицо        | تو لکه‍ے‌گا‎ tȗ likʰega         | تم لکه‍و‌گے‎ tum likʰoge آپ لکه‍یں‌گے‎ ȃp likʰeƞge | تو لکه‍ے‌گی‎ to likʰegȋ         | تم لکه‍و‌گی‎ tum likʰogȋ آپ لکه‍یں‌گی‎ ȃp likʰeƞgȋ |
| Третье лицо        | وه، یہ لکه‍ے‌گا‎ wo, ye likʰega | وه، یہ لکه‍یں‌گے‎ wo, ye likʰeƞge              | وه، یہ لکه‍ے‌گی‎ wo, ye likʰegȋ | وه، یہ لکه‍یں‌گی‎ wo, ye likʰeƞgȋ              |

Если основы глагола оканчивается на ȃ, o, ȗ, то после неё в формах 2-го и 3-го лица единственного числа, а также 1-го и 3-го лица множественного числа может вставляться вспомогательный согласный — y или w.
Глаголы ہونا‎ honȃ, لینا‎ lenȃ и دینا‎ denȃ имеют нестандартное спряжение. Они принимают только показатель گا‎ gȃ в нужной форме, а от окончаний им остаётся только назализация (если она есть в конкретной форме).
Как отрицательные частицы используются نہیں‎ nahȋƞ и نہ‎ na, они ставятся только перед глаголом.

#### Сложные формы будущего
Сложные формы будущего времени содержат в себе одно из трёх причастий — простое I, простое II (при нём строится эргативная конструкция по общим правилам) и продолженное. С ними употребляются формы будущего времени глагола ہونا‎ honȃ. Их употребление в языке урду — чрезвычайно редкое явление. Чаще всего они употребляются для указания не на будущее время, а на настоящее или прошедшее, с оттенком предположения, неуверенности (сравните с русским: «Далеко до станции?» — «Километров пять будет» — точно не знаю, не измерял, но думаю, что где-то так). Таким же оттенком обладает употребление будущего времени глагола ہونا‎ honȃ без причастия, например: امید ہے کہ آپ بخیریت ہوں‌گے‎ umȋd hɛ ke ȃp baxɛrɛt hoƞge «Надеюсь, что Вы в порядке…» (начальные строки письма).

### Повелительное наклонение
Повелительное наклонение имеет несколько форм, которые различаются степенью вежливости. Так, при грубом/интимном местоимении تو‎ to употребляется основа глагола без дополнительных окончаний, при местоимении تم‎ tum основа получает окончание ـو‎ -o (исключения — глаголы ہونا، دینا، لینا‎ lenȃ, denȃ, honȃ, их формы при этом местоимении ہو، دو، لو‎ lo, do, ho). При вежливом местоимении آپ‎ ȃp используется основа с окончанием ـئے‎ -iye, кроме глаголов ہونا، دینا، لینا، کرنا، پینا‎ pȋnȃ, karnȃ, lenȃ, denȃ, honȃ — их вежливые формы ہوجئے، دیجئے، لیجئے، کیجئے، پیجئے‎ pijiye, kijiye, lijiye, dijiye, hojiye. Также, повелительное наклонение может быть выражено инфинитивом. Для приглашения или косвенного повеления (в 1 или 3 лице) используется форма сослагательного наклонения, например: آؤ نیچے چلیں‎ ȃo nȋççe çaleƞ «Давай пойдём вниз»; وہ رات به‍ر یہیں ٹه‍یریں‎ wo rȃt bʰar yahȋƞ ṭʰɛreƞ «Пусть он на ночь остаётся здесь». Употребляясь в форме 2-го лица, сослагательное наклонение может означать мягкое повеление, пожелание: آپ مجه‍ے ضرور معاف کر دیں‎ ȃp mujʰe zarȗr mȃf kar deƞ «Вы меня обязательно простите».
Для отрицания в повелительном наклонении используются частицы نہیں، نہ، مت‎ nahȋƞ, na, mat. Из них نہ‎ na употребляется только перед глаголом в форме повелительного наклонения, остальные же употребляются и до, и после неё (при этом для نہیں‎ nahȋƞ предпочтительно употребление после глагола). В качестве частиц вежливости используются ذرا، مہربانی سے، مہربانی فرماکر‎ maharbȃnȋ farmȃkar, maharbȃnȋ se, zarȃ. ذرا‎ zarȃ (букв. «немного») используется перед формами для местоимений تم‎ tum и آپ‎ ȃp, остальные — только с آپ‎ ȃp.

### Сослагательное наклонение

#### Простая форма
Сослагательное наклонение образуется от основы глагола. В отличие от изъявительного наклонения, формы сослагательного не выражают рода. Ниже представлены формы глагола لکه‍نا‎ likʰna «писать» в сослагательном наклонении.
|             | Единственное число      | Множественное число                |
| ----------- | ----------------------- | ---------------------------------- |
| Первое лицо | میں لکه‍وں‌‎ mɛƞ likʰoƞ     | ہم لکه‍یں‌‎ ham likʰeƞ                 |
| Второе лицо | تو لکه‍ے‌‎ tȗ likʰe         | تم لکه‍و‌‎ tum likʰo آپ لکه‍یں‌‎ ȃp likʰeƞ |
| Третье лицо | وه، یہ لکه‍ے‌‎ wo, ye likʰe | وه، یہ لکه‍یں‌‎ wo, ye likʰeƞ          |

Глагол ہونا‎ honȃ принимает только назализацию, не изменяя конечный гласный своей основы -o.
Значения, выраженные в русском языке в «условно-сослагательном» наклонении, в урду разделены по двум наклонениям. Простая форма сослагательного наклонения употребляется для выражения побуждения, желания, пожелания, косвенного приказания, возможности, предположения, недоумения, опасения, нереальности действия. Эта форма не указывает на конкретное время совершения действия. Его можно определить по контексту или по обстоятельству времени и отнести к плану будущего, настоящего и прошедшему времени.
Сфера употребления сослагательного наклонения может быть контекстуально-независимой (диктуется волей говорящего) или контекстуально-обусловленной (диктуемой грамматическими правилами). Грамматически необходимо употреблять сослагательное наклонение лишь в некоторых придаточных предложениях.
1) В случае, если придаточное предложение выражает цель и вводится союзами تاکہ‎ tȃke или کہ‎ ke. Например: اس سے کہو، کہ وہ سیب خریدے‎ us se kaho ke wo seb xarȋde «Скажите ему, чтобы он купил яблок».
2) Тогда, когда придаточное предложение раскрывает смысл слова с модальным значением, входящего в состав главного предложения: اس نے اصرار کیا كہ میں پیدل چلا کروں‎ us ne isrȃr kiyȃ ke mɛƞ pɛdal çalȃ karoƞ «Он настоял (досл.: настояние делал), чтобы я ходил пешком» (то есть, его настояние, желание заключалось в том, чтобы я ходил пешком).
3) Когда главное предложение имеет отрицательный характер, распространяемый и на придаточное предложение: میں نہیں سوچتا ہوں کہ وہ خوش اسلوب آدمی ہو‎ mɛƞ nahȋƞ soçtȃ hoƞ ke wo xȗşe-uslȗb ȃdmȋ ho «Я не думаю, чтобы он был воспитанным человеком» (=наверное, он невоспитанный человек).
При контекстуально-независимом употреблении формам сослагательного наклонения присущи определённые значения. Как указывалось выше, для приглашения или косвенного повеления (в 1 или 3 лице) используется форма сослагательного наклонения, например: آؤ نیچے چلیں‎ ȃo nȋççe çaleƞ «Давай пойдём вниз»; وہ رات به‍ر یہیں ٹه‍یریں‎ wo rȃt bʰar yahȋƞ ṭʰɛreƞ «Пусть он на ночь остаётся здесь». Употребляясь в форме 2-го лица, сослагательное наклонение может означать мягкое повеление, пожелание: آپ مجه‍ے ضرور معاف کر دیں‎ ȃp mujʰe zarȗr mȃf kar deƞ «Вы меня обязательно простите». Также, сослагательное наклонение может выражать желание или готовность, как пример можно привести такой диалог:
— تم جانا چاہتی ہو تو جاؤ‎ tum jȃnȃ çȃhtȋ ho to jȃo «Если ты хочешь идти, то иди».
— میں دس منٹ اور انتظار کروں‎ mɛƞ das minaṭ ɔr intizȃr karoƞ «Я бы подождала [пожалуй подожду] ещё 10 минут».
Также, сослагательное наклонение может иметь значение долженствования, которое обычно порождается в страдательных предложениях, не имеющих позиции субъекта: اس کی باتیں به‍ی سنی جائیں‎ us kȋ bȃteƞ bʰi sunȋ jȃeƞ «Следовало бы выслушать и его» (субъект — кому выслушать? — отсутствует).
Выражая размышление (или аналогичный вопрос), фраза может иметь глагол в сослагательном наклонении: یہ گه‍وڑا لے‌کر میں کیا کروں؟‎ ye gʰoṛȃ le-kar mɛƞ kyȃ karoƞ? «Взяв (=купив) лошадь, что мне делать?» (вопрос может быть задан продавцу, а может быть личным размышлением, вопросом самому себе). Это же относится и к предложениям с вопросом کیوں‎ kyoƞ и отрицанием نہ‎ na: ہم نے سوچا کیوں نہ دفتر تک پیدل چلیں؟‎ ham ne soçȃ ktoƞ na daftar tak pɛdal çaleƞ? «Я подумал: почему бы не пойти (мне) в офис пешком?».
Частным случаем употребления сослагательного наклонения является определение, дающееся классу предметов по какому-либо принципу. Часто оно может быть заменено в этом контексте глаголом настоящего общего времени изъявительного наклонения. Сравните словарное определение на урду «Немой — человек, который не может говорить»:
گونگا - وہ شخص جو بول نہ سکے‎ gȗƞgȃ wo şaxs jo bol na sake (сослагательное наклонение, в словарных статьях предпочтительно)
گونگا - وہ شخص جو نہیں بولتا ہے‎ gȗƞgȃ wo şaxs jo nahȋƞ boltȃ hɛ (досл.: не говорит. Настоящее общее время).
Значение предположения в урду чаще всего выражается формой сослагательного наклонения с соответствующим модальным словом: شاید میں ہی آپ کی مدد کر سکوں؟‎ şȃyyad mɛ hi ȃp ki madad kar sakoƞ? «Может быть, именно я могу помочь вам?». Также предположение может выражаться с союзом اگر‎ agar. Интересной конструкцией является такая کہیں…نہ‎ kahȋƞ…na «как бы не», например: کہیں راہگیر نہ سمچه‍یں کہ ہماری گرفتاری ہو رہی ہے‎ kahȋƞ rȃhgȋr na samajʰeƞ ke hamȃrȋ giriftȃrȋ ho rahȋ hɛ «Как бы горожане не подумали, что нас арестовывают(досл.: происходит наш арест)».
Этим не ограничивается список значений простой формы сослагательного наклонения. Следует иметь в виду, что все они относятся к плану будущего и настоящего времён, но никак не к плану прошедшего.

#### Сложные формы
Сложные формы сослагательного наклонения представляют собой одно из причастий — простое I, простое II, или продолженное — в сочетании с формой сослагательного наклонения глагола ہونا‎ honȃ. При простом причастии II строится эргативная конструкция по общим правилам (например: شاید کسی نے تمہیں اس کا پتا دیا ہو‎ şȃyyad kisȋ ne tumheƞ us kȃ patȃ diyȃ ho «Наверное, кто-то дал тебе её адрес»).
Случаи обязательного употребления сложных форм сослагательного наклонения ограничиваются одним случаем: придаточное предложение находится под влиянием отрицания, содержащегося в придаточном предложении. Пример: یہاں اس کو کوئی قصبہ نہ ملا جس میں صرف مسلمان ہی رہتے ہوں‎ yahȃƞ us ko koȋ qisba na milȃ jis meƞ sirf musalmȃn hi rahte hoƞ «Он не видел там ни одного посёлка, в котором жили бы одни мусульмане».
Случаи, не обусловленные контекстом, ограничиваются только значением предположения. При предположении о том, что могло бы случиться в прошлом, употребляется только сложная форма сослагательного наклонения. Пример: کہیں اس لڑکی نے ہماری باتیں سن نہ لی ہوں‎ kahȋƞ us laṛkȋ hamȃrȋ bȃteƞ sun na lȋ hoƞ «Как бы эта девица не слышала наш разговор» (=надеюсь, что не слышала, но есть опасения, что слышала).

### Условное наклонение

#### Простая форма
Условное наклонение представляет собой простое причастие I. При н‍ём не употребляется глагол-связка. Формы условного наклонения (на примере لکه‍نا‎ lihʰna «писать») представлены ниже.
|                    | Мужской род               | Мужской род                          | Женский род               | Женский род                              |
| Единственное число | Множественное число       | Единственное число                   | Множественное число       |                                          |
| ------------------ | ------------------------- | ------------------------------------ | ------------------------- | ---------------------------------------- |
| Первое лицо        | میں لکه‍تا‎ mɛƞ likʰta       | ہم لکه‍تے‎ ham likʰte                   | میں لکه‍تی‎ mɛƞ likʰtȋ       | ہم لکه‍تیں‎ ham likʰtȋƞ                     |
| Второе лицо        | تو لکه‍تا‎ tȗ likʰta         | تم لکه‍تے‎ tum likʰte آپ لکه‍تے‎ ȃp likʰte | تو لکه‍تی ‎ to likʰtȋ        | تم لکه‍تیں‎ tum likʰtȋƞ آپ لکه‍تیں‎ ȃp likʰtȋƞ |
| Третье лицо        | وه، یہ لکه‍تا‎ wo, ye likʰta | وه، یہ لکه‍تے‎ wo, ye likʰte            | وه، یہ لکه‍تی‎ wo, ye likʰtȋ | وه، یہ لکه‍تیں‎ wo, ye likʰtȋƞ              |

При глаголах в форме условного наклонения употребляется только одна частица отрицания — نہ‎ na, и это следует иметь в виду при определении формы сказуемого (если имеется частица نہیں‎, то сказуемому может быть приписано только изъявительное наклонение). Однако частица نہ‎ na может употребляться также и с изъявительным наклонением, поэтому форму глагола необходимо определять в большей мере по контексту. Так, фразе وہ نہ پڑه‍تا‎ wo na paṛʰtȃ может быть приписано значение «Он не учится/не учился» или «Не учился бы/не учись он».
Условное наклонение несёт в себе информацию о несоответствии действия реальному ходу событий. Это означает, что в форму условного наклонения входит внутреннее, подразумеваемое отрицание, в силу которого утвердительные предложения с этими формами несут в себе информацию о нереализованности, отсутствии действия, а отрицательные предложения — о его наличии, реализации. Поскольку судить о соответствии/несоответствии некоторого действия реальному положению вещей наиболее естественно в том случае, когда речь идёт о том, что минуло и было проверено на практике, постольку основная сфера применения условного наклонения — план прошедшего времени.
اس دن وہ نہیں نظر آیاـ اگر وہ آتا تو بچے نہ روتے‎ is din wo nahȋƞ nazr ȃyȃ. agar wo ȃtȃ to baççe na rote «В тот день он не появлялся. Если бы он пришёл, то дети бы не плакали» (фактически, он не пришёл, а дети плакали).
Как и в случае с сослагательным наклонением, употребление условного может быть контекстуально-обусловленным и контекстуально-независимым. Единственным случаем контекстуально-обусловленного (обязательного, грамматически необходимого) употребления условного наклонения является следующий: если главное предложение содержит отрицание и относится к плану прошедшего времени, то в придаточном необходимо употребить условное наклонение. Например: میں اتنا جوان نہیں ته‍ا کہ اس کا مقابلہ کرتا‎ mɛƞ itnȃ jawȃn nahȋƞ tʰȃ ke us kȃ muqȃbala kartȃ «Я не был настолько молод, чтобы с ним соревноваться».
При других контекстах условное наклонение порождает менее разнообразный спектр значений.
При употреблении в форме 1-го лица условное наклонение может выражать нереализованное намерение, желание, мечту, сожаление. Например: کاش میں تمہاری بہن ہوتی‎ kȃş mɛƞ tumhȃrȋ bahin hotȋ! «О, если бы я была твоей сестрой!». При обращении ко 2-му или косвенном обращении к 3-му лицу глагол условного наклонения может обозначать «ретро-совет», рекомендацию (или упрёк), которую необходимо было выполнить ранее. Пример: آپ صبح سویرے اٹه‍تےـ اب دیر ہو چکی ہے‎ ȃp subah suwesre uṭʰte. ab der ho çukȋ hɛ «Вам бы встать с утра пораньше. Сейчас уже поздно».
Если при употреблении в вопросе-размышлении сослагательного наклонения, фраза выражает возможность действия, то при употреблении в этом контексте условного наклонения значение противоположное — отсутствие необходимости или возможности. Например: سب خاموش رہےـ کیا میں ہی جواب دیتا؟‎ sab xȃmȗş rahe. kyȃ mɛƞ hi jawȃb detȃ? «Все хранили молчание. Что, мне (надо было) отвечать?» (то есть, мне тоже не надо было отвечать)
Имеется два типа контекстов, характерных для употребления условного наклонения в значении нереализуемого предположения. В первом случае для этого служит условный союз, например: اگر میرا جی چاہتا تو میرے پاس به‍ی پیسے ہوتے‎ agar merȃ jȋ çȃhtȃ to mere pȃs bʰȋ pɛse hote «Если бы моя душа желала, то у меня тоже были бы деньги» (условие — «моя душа желала», но душа не желает, а значит денег нет). Другой случай — в предложении или вне его есть указание на отсутствие необходимых условий. Пример: ٹکٹ کے بغیر مجه‍ے سفر کرنے کی اجازت نہ دی جاتی‎ ṭikaṭ ke bağer mujʰe safar karne kȋ ijȃzat na dȋ jȃte «Без билета мне бы не было дано разрешение на проезд» (условие — отсутствие билета, но условие не выполняется, ведь билет есть, поэтому я получил разрешение на проезд).
Выше описаны наиболее типичные случаи употребления условного наклонения, но это не значит, что оно не может входить в ряд контекстов, характерных для сослагательного наклонения. В таком случае для условного наклонения необходимо понимать значение «несоответствие реальному ходу событий».

#### Сложные формы
Сложные формы условного наклонения образуются сочетанием одного из причастий — простого I, простого II(с ним строится эргативная конструкция по общим правилам), или продолженного, а также формы условного наклонения глагола ہونا‎. Сложные формы условного наклонения употребляются значительно реже и всегда могут быть заменены на простые. Они могут быть употреблены во всех контекстах, характерных для простых форм условного наклонения, но в основном они используются для выражения нереального предположения. Пример: اگر اسے انگریزی آتی ہوتی تو وہ خاموش نہ رہتا‎ agar use angrezȋ ȃtȋ hotȋ to wo xȃmȗş na rahtȃ «Если бы он знал английский, то не молчал бы» (фактически, он не знал английский и поэтому молчал).

### Страдательный залог
Страдательный залог образуется при помощи глагола جانا‎ jȃnȃ. Производится простая замена: جانا‎ jȃnȃ получает показатель формы глагола, а сам глагол предстаёт в форме простого причастия II. Пример:
میں کتاب پڑه‍ رہا ہوں‎ mɛƞ kitȃb paṛʰ rahȃ hȗƞ «Я читаю книгу»
کتاب پڑه‍ی جا رہی ہے‎ kitȃb paṛʰȋ jȃ rahȋ hɛ «Книга читается»;
Субъект действия (то есть делающий) в подобных предложениях не называется, так как формы страдательного залога употребляются при неизвестном/неназванном субъекте. Как уже было сказано выше, страдательные формы не образуются только от составного причастия II.

### Интенсивные глаголы
Интенсивные глаголы в языках хинди и урду — сочетания основы какого-либо глагола с одним из 12 служебных глаголов. В результате этого сочетания основной глагол получает уточнённый оттенок своего значения. Интенсивные глаголы обычно не фиксируются в словарях, они не являются отдельными глаголами, в каждом частном случае они формируются непосредственно в речи.
Особенностью интенсивных глаголов является то, что между основным и образующим глаголами имеется определённое смысловое соответствие. Так, например, глагол به‍یجنا‎ bʰejnȃ «посылать, отправлять» имеет значение действия от субъекта, поэтому он сочетается только с глаголами, значение которых связано с удалением, то есть دینا‎ denȃ и جانا‎ jȃnȃ, и сочетания выглядит так: به‍یج دینا، به‍یج جانا‎ bʰej denȃ, bʰej jȃnȃ «послать, отправить» (как видите, был уточнён вид глагола, если основной глагол может переводиться и как «отправлять», и как «отправить», то интенсивный глагол имеет лишь один вариант — «отправить»).
Однако, иногда направления действия двух глаголов не совпадают. Это относится преимущественно к глаголам движения. Так, глагол آنا‎ ȃnȃ «приходить» может сочетаться с جانا‎ jȃnȃ «уходить», образуя сочетание آجانا‎ ȃjȃnȃ «прийти». Глагол اٹه‍نا‎ uṭʰnȃ «вставать, подниматься» сочетается с глаголом بیٹه‍نا‎ bɛṭʰna «садиться, сидеть», образуя сочетание اٹه‍ بیٹه‍نا‎ uṭʰ bɛṭʰna «вскочить, подняться».
Основы глаголов, в которых направление действия выражено слабо или не выражено вовсе, могут сочетаться с различными образующими глаголами, направление которых бывает совершенно противоположным. Так, например, глагол لکه‍نا‎ likʰnȃ «писать» сочетается с глаголами دینا‎ denȃ «давать» и لینا‎ lenȃ «брать», образуя сочетания لکه‍ دينا‎ likʰ denȃ «написать (для кого-то, кому-то)» и لکه‍ لینا‎ likʰ lenȃ «написать (для себя)».
По общему правилу, переходные основные глаголы сочетаются только с переходными образующими и наоборот, но существует огромное количество исключений.
Иногда основной и образующий глаголы меняются местами, при этом значение интенсивного глагола не изменяется. Примеры: به‍اگا دینا‎ bʰȃgȃ denȃ = دے به‍اگانا‎ de bʰȃgȃnȃ «обратить в бегство, отогнать»; پٹک دینا‎ paṭak denȃ = دے پٹکنا‎ de paṭaknȃ «швырнуть, бросить».
Некоторые образующие глаголы могут сочетаться со своей же основой, например دے دینا‎ de denȃ «отдать», لے لینا‎ le lenȃ «забрать».
В случаях, если несколько основ имеют при себе один образующий глагол, а также если одна основа повторяется несколько раз (это указывает на многократность, повторяемость действия), образующий глагол употребляется только один раз — после последней основы.
Ниже приводятся значения образующих глаголов и их роль в образовании интенсивных глаголов. Первые четыре употребляются чаще всего.
آنا‎ ȃnȃ — «приходить, идти к чему-то». Сочетается с непереходными глаголами. Глаголам движения и привносит оттенок направления действия на объект, приближения к чему-либо. Также добавляет значение достижения конечной цели, полноты действия. Пример: دے آنا‎ de ȃnȃ «отдать» — образовано от глагола دینا‎ denȃ «давать», сочетает оба указанных выше значения, так как «отдавать» — значит достигать конечной цели (отдал, и всё, цель, «отдавание», достигнута), а также — отдавать кому-то, направлять к объекту.
جانا‎ jȃnȃ — «уходить, идти от чего-то». Сочетается с переходными и непереходными глаголами. Указывает на направление действия от предмета и (как и آنا‎ ȃnȃ) на полноту его совершения, достижение конечной цели. Пример: پی جانا‎ pȋ jȃnȃ «выпить» — образовано от глагола پینا‎ pȋnȃ «пить», сочетает оба указанных выше значения, так как «выпить» — значит достигать конечной цели (выпил, и всё, цель, «выпивание», достигнута), а также действие «выпивания» направлено не на себя, а на другой предмет, например, воду.
لینا‎ lenȃ — «брать». Сочетается с переходными глаголами и указывает, что действие совершается в интересах действующего лица и направлено в его сторону. Также имеет значение полноты действия и достижения цели. Пример: که‍ا لینا‎ kʰȃ lenȃ «съесть» — образовано от глагола که‍انا‎ kʰȃnȃ «есть, кушать». «Съедание» направлено на съедающего и делается им же в его интересах. Также он «съедает», достигая конечную цель, глагол не предусматривает никаких действий после «съедения».
دینا‎ denȃ — «давать». Сочетается с переходными глаголами и указывает, что действие совершается одним лицом в интересах другого лица, для него. Таким же образом, глагол свидетельствует о достижении конечной цели действия. Пример: به‍یج دینا‎ bʰej denȃ «послать, отправить» — образовано от глагола به‍یجنا‎ bʰejnȃ «отправлять» и обозначает действие «посылания» чего-либо для другого лица, а также не подразумевает других действий после «посылания».
پڑنا‎ paṛnȃ — «падать». Сочетается с непереходными глаголами и указывает на внезапность и/или быстроту совершения действия. Также сообщает о полноте, завершении действия. Пример: ہنس پڑنا‎ hans paṛnȃ «рассмеяться». Образовано от глагола ہنسنا‎ hansnȃ «смеяться», и имеет значения внезапности (до этого не смеялся, и тут взял и рассмеялся). Точно так же указывает на достижение конечной цели — «рассмеивание» произошло, после этого происходит смех, но это уже другое действие, «смеяться», а значит действие глагола «рассмеяться» совершилось в полной мере.
В сочетании с переходными глаголами جاننا، سننا، دیکه‍نا‎ jȃnnȃ, sunnȃ, dekʰnȃ «знать, слышать, видеть» глагол پڑنا‎ paṛnȃ приобретает значения «казаться, послышаться, стать видимым» (جان پڑنا، سن پڑنا، دیکه‍ پڑنا‎ jȃn paṛnȃ, sun paṛnȃ, dekʰ paṛnȃ).
اٹه‍نا‎ uṭʰnȃ — «падать». Имеет то же значение, что и پڑنا‎ paṛnȃ, но употребляется и с переходными, и с непереходными глаголами.
بیٹه‍نا‎ bɛṭʰnȃ — «сидеть, садиться». Сочетается с переходными и непереходными глаголами. Аналогичен глаголу اٹه‍نا‎ uṭʰnȃ, но может иметь (в контексте) оттенок нежелательности, неуместности действия.
ڈالنا‎ ḍȃlnȃ — «бросать». Сочетается только с переходными глаголами и вносит оттенок отделения, разделения (на части), а также полноты совершения действия. Изредка (в контексте) имеет значение нежелательности и неуместности действия. Пример: کاٹ ڈالنا‎ kȃṭ ḍȃlnȃ «отре́зать», образовано от کاٹنا‎ kȃṭnȃ «резать». Уточняет значение, указывая, что имеется в виду не просто «резание», а «отрезание, разрезание по частям». Таким же образом, «отрезать» — значит отделить, после этого никакого действия в глаголе не подразумевается.
رکه‍نا‎ rakʰnȃ — «класть, ставить, держать, сохранять». Сочетается с переходными глаголами и указывает на заинтересованность в сохранении результата действия, обозначенного смысловым глаголом, а также на его полноту и законченность. Пример: قرار دے رکه‍نا‎ qarȃr de rakʰnȃ «постановить, определить». Образовано от глагола قرار دینا‎ qarȃr denȃ «решать, давать решение», и обозначает, что решение даётся надолго, результат действия, «дача решения», необходимо сохранить. Также, после действия «дачи решения» не подразумевается никаких других действий.
چه‍وڑنا‎ çʰoṛnȃ — «оставлять, бросать». Употребляется чрезвычайно редко. Сочетается с переходными глаголами и указывает на законченность и полноту совершения действия, достижения им конечной цели. Пример: رکه‍ چه‍وڑنا‎ rakʰ çʰoṛnȃ «положить», образовано от глагола رکه‍نا‎ rakʰnȃ — «класть, сохранять». «Положить» — значит достичь цели глагола «класть», после этого никаких других действий не подразумевается.
رہنا‎ rahnȃ — «продолжать, оставаться». Малоупотребителен. Сочетается с непереходными глаголами. Имеет то же значение, что и رکه‍نا‎ rakʰnȃ.
چلنا‎ çalnȃ — «идти, двигаться». Сочетается с непереходными глаголами. Имеет значение полноты совершения действия либо близости к завершению. Пример: به‍ول چلنا‎ bʰȗl çalnȃ «(почти) забыть». Образовано от глагола به‍ولنا‎ bʰȗlnȃ «забывать». Означает или «забыть» (достичь цели действия «забывания»), либо «почти забыть» (то есть, быть близким к достижению этой цели).

### Виды
Наряду со временной категорией вида в языках урду и хинди имеются другие, грамматические виды — характеры протекания действия во времени. Часть исследователей относит их к способам действия.

#### Длительно-прогрессивный
Более точное название для него — постепенный. Он выражается простым причастием I глагола (но не интенсивным) с нужной формой глагола جانا‎ jȃnȃ. Иногда между причастием и глаголом появляется элемент چلا‎ çalȃ, который изменяется как и причастие. Форма длительно прогрессивного вида не может быть деепричастием и не сочетается с глаголом سکنا‎ saknȃ.
Длительно-прогрессивный вид имеет значение постепенного развёртывания событий. Другими словами, несколько однородных действий идут друг за другом. Как пример можно привести слова لکه‍تے جاؤ‎ likʰte jȃo! «Записывайте!» (как команда начальника машинистке. Понятно, что записывать она будет не сразу, а по мере поступления фраз).
Кроме того, при длительно прогрессивном виде могут иметься слова со значением постепенности. Например: رفتہ رفتہ وه بڑا ہوتا گیا‎ rafta rafta wo baṛȃ hotȃ giyȃ «Постепенно (раз за разом) он стал большим». При этом выражение длительно прогрессивного вида не является обязательным даже если присутствуют слова, подразумевающие постепенное развитие событий, например: انہوں نے رفتہ رفتہ پورے ملک پر اپنا اثر قائم کر لیا‎ unhoƞ ne rafta rafta pȗre mulk par apnȃ asar qȃim kar liyȃ «Постепенно они установили своё влияние по всей стране».
Кроме того, при использовании длительно прогрессивного вида может подразумеваться не только чередование однородных этапов действия, но также и субъектов и объектов действия, например: دن بدن گزرتے گئے‎ din badin guzarte giye «Проходили дни(=день тянулся за днём)».

#### Длительный
Длительный (или «непрерывный») вид выражается простым причастием I(но не интенсивным) и формами глагола رہنا‎ rahnȃ. Обстоятельства времени при нём оформляются с послелогом تک‎ tak или остаются в прямом падеже без послелогов. Форма длительного вида не может быть деепричастием и не сочетается с глаголом سکنا‎ saknȃ.
Длительный вид выражает действие, проходящее как единый целостный процесс, без пауз и перерывов. Пример:
بات‌چیت دیر تک ہوتی رہی‎ bȃtçȋt der tak hotȋ rahȋ «Беседа продолжалась долго».

#### Многократный
Многократный («устойчивый») вид выражается простым причастием II (которое в этом случае не изменяется) и формами глагола کرنا‎ karnȃ (кроме продолженных и осуществлённых времён). От глагола جانا‎ jȃnȃ причастие в такой ситуации образуется не по правилам и имеет форму جایا‎ jȃyȃ. При этом способе действия могут употребляться и интенсивные основы.
Многократный вид выражает три основных значения:
1) Если глагол называет действие, способное воспроизводиться, то в форме многократного вида он получает значение регулярности, многократности. В таком случае при нём могут присутствовать слова, отвечающие на вопрос «как часто». Пример: وہ ہر دن سنیما جایا کرتا ته‍ا‎ wo har din sanȋmȃ jȃyȃ kartȃ tʰȃ «Он каждый день ходил в кино».
2) Если глагол обозначает действие или состояние, нечленимое по своей природе на «порции», то в форме многократного вида он получает значение длительности, растянутости во времени. Пример: پرانے زمانے میں یہاں ایک سنگ تراش رہا کرتا ته‍ا‎ purȃne zamȃne meƞ yahȃƞ ek sang tarȃş rahȃ kartȃ tʰȃ «В давнее время здесь жил один каменотёс».
3) Предложение может также описывать вневременные ситуации. В таком случае глагол в форме многократного вида называет любые действия или состояния только при условии, что они относятся к целому классу предметов, каждому из представителей этого класса. Пример: برداشت کی حد ہوا کرتی ہے‎ bardȃşt kȋ had huȃ kartȋ hɛ «Терпение имеет предел».

### Способы действия
Наряду с грамматической категорией вида, хиндустани обладает также лексико-грамматической категорией способа действия. В отличие от грамматически противопоставленных друг другу видов, способы действия различаются только семантически и не образуют парадигматических рядов.

#### Каузативный
Каузативный (понудительный) способ действия выражается каузативными глаголами.

#### Интенсивный
Значение этого способа действия выражается:
1. Интенсивными глаголами
2. Конструкцией основы глагола с сочетанием که‍ڑا ہونا‎ kʰaṛȃ honȃ «быть стоящим», имеющей значение интенсивности, быстроты, внезапности совершаемого действия. Пример: اور میں به‍اگ که‍ڑا ہوا‎ ɔr mɛƞ bʰȃg kʰaṛȃ huȃ «И я убежал». Основа глагола آنا‎ ȃnȃ перед этим сочетанием может принимать элемент n, например: سب آن که‍ڑے ہوئے‎ sab ȃn kʰaṛe hue «Все поспешно пришли»[5][3][4].

#### Комплетивный
Комплетивный (заверительный) способ действия указывает на полное завершение действия, наличие его результата. Комплетивные глаголы образуются присоединением к основе глагола چکنا‎ çuknȃ (чаще всего он употребляется в формах осуществлённых времён, с окончанием -ā³), при них не строится эргативная конструкция. При употреблении глагола چکنا‎ çuknȃ с несколькими основами он используется один раз после последней из них. Используясь при страдательном залоге он идёт после основы глагола جانا‎ jȃnȃ.
Этот способ действия не сочетается с интенсивом, повелительным наклонением, тремя видовыми формами. Предложения с комплетивным глаголом являются только утвердительными и не могут содержать слов со значением малой степени (но при этом сочетаются с показателями большой степени).
Пример: میں دست‌خط کر چکا تو اس نے قلم میرے ہاته‍ سے لے لیا‎ mɛƞ dastxat kar çukȃ to us ne qalam mere hȃtʰ se le liyȃ «Когда я закончил подписывать, он взял ручку из моей руки».

#### Потенциальный
Формы этого способа действия указывают на возможность, способность совершить действие. Для его выражения используются:
1. Присоединение глагола سکنا‎ saknȃ к основе смыслового глагола (в случае со страдательными глаголами — к jā-). Пример: میں پڑه‍ سکتا ہوں‎ mɛƞ paṛʰ saktȃ hoƞ «Я умею читать». Этот глагол не сочетается с продолженными временами (их показатель — rahā³), употребляясь, в основном, с общими (-tā³). Этот способ образования потенциальных глаголов — единственный в контексте предложения, подразумевающих разрешение или просьбу (таких, как آپ بیٹھ سکتے ہیں‎ āp bɛṭʰ saktē hɛ̃ «Вы можете сесть (=вам разрешено)» и میں بیٹھ سکتا ہوں؟‎ mɛ̃ bɛṭʰ saktā hũ «Могу ли я сесть? (=прошу позволить мне сесть)»).
Глагол سکنا‎ saknȃ может употребляться и с осуществлёнными временами (не строя эргативную конструкцию), но только при условии, что предложение содержит отрицание (اس نے بری طرح تیاری کی اس کے لئے وہ ممتحن کے کسی سوال کا جواب نہیں دے سکا‎ us nē burī tarah tayārī kī, is liyē wo mumtahin kē kasī suwāl kā jawāb nahīƞ dē sakā «Он плохо подготовился, поэтому он не смог дать ответ ни на один вопрос экзаменатора») или ограничительные частицы (وہ ممتحن کے صرف ایک سوال کا جواب دے سکا‎ wo mumtahin kē sirf ēk suwāl kā jawāb dē sakā «Он смог дать ответ только на один вопрос экзаменатора»). В этом случае глагол получает значение нереализованной или частично реализованной возможности.
2. Сочетание инфинитива смыслового глагола в прямом падеже с глаголом جاننا‎ jȃnnȃ «знать» или آنا‎ ȃnȃ «приходить» обозначает умение совершать действие. Примеры: وه خود بهی لکه‍نا جانتا ہے‎ wo xȗd bʰhi likʰna jȃntȃ hɛ «Он и сам умеет писать»; مجه‍ے اردو اور ہندی لکه‍نا آتا ہے‎ mujʰe urdu ɔr hindȋ likʰnȃ ȃtȃ hɛ «Я умею писать на урду и хинди».
3. Присоединение پانا‎ pȃnȃ «получать, находить» к основе смыслового глагола. Эта конструкция обозначает возможность совершения действия, обусловленную какими-то причинами. При ней не строится эргативная конструкция (хотя при самостоятельном, не служебном употреблении глагола پانا‎ pȃnȃ она строится).
Пример: میں دبی زبان سے صرف اتنا ہی کہہ پاتا ته‍ا اور کیا لکه‍نا ہے؟‎ mɛƞ dabȋ zabȃn se sirf itnȃ hi kah pȃtȃ tʰa ɔr kyȃ likʰna hɛ? «Я мог лишь тихо спросить: „Что ещё надо написать?“».
Инфинитив в косвенном падеже с глаголом پانا‎ pȃnȃ в неотрицательных предложениях обозначает разрешение совершать действие инфинитива (с глагола движения также «успеть достигнуть»). Пример: وہ یہاں آنے پاتا ہے‎ wo yahȃƞ ȃne pȃtȃ hɛ «Он может приходить сюда (=ему разрешено)». В отрицательных предложениях (с частицей نہ‎ na или نہیں‎ nahīƞ, располагающимися непосредственно перед پانا‎ pȃnȃ или смысловым глаголом) возможно употребление как инфинитива смыслового глагола в косвенном падеже, так и основы в значении невозможности совершения действия.
4. Сочетание инфинитива глагола в косвенном падеже с глаголом دینا‎ denȃ обозначает «давать разрешение на действие инфинитива». Пример: تمہیں جانے کون دیتا ہے؟‎ tumheƞ jȃne kɔn detȃ hɛ? «Кто тебе разрешил уходить?; Кто тебе дал уйти?». Наряду с сочетаниями глагола پانا‎ pȃnȃ и инфинитива в кос.п. в утвердительных предложениях, может выделяться в отдельный «разрешительный (пермиссивный)» способ действия.
5. Основа глагола بننا‎ bannȃ в сочетании с глаголом پڑنا‎ paṛnȃ имеет значение субъективной возможности совершения действия. Если субъект выражен, он оформляется послелогом سے‎ se. Пример: قضی صاحب سے کوئی جواب بن نہ پڑا‎ qazȋ sȃhab se koȋ jawȃb ban na paṛȃ «Господин судья не смог ничего ответить».
6. Объективную возможность обозначает конструкция простого причастия (на -tā³) смыслового глагола со служебным глаголом بننا‎ bannȃ.

#### Намерительный
Этот способ действия обозначает намерение, готовность совершить действие или его скорую реализацию. Для его выражения используются следующие формы:
1. Причастие с -wālā, образованное от инфинитива глагола в косвенном падеже.
2. Конструкция из инфинитива смыслового глагола в косвенном падеже и форм глагола جانا‎ jȃnȃ в продолженных временах. Пример: منیر اسی کی مدد کرنے جا رہا ہے‎ munȋr isȋ kȋ madad karne jȃ rahȃ hɛ «Мунир собирается оказать ему помощь».
3. Конструкция инфинитива с послелогом پر‎ и глагола تلنا‎ tulnȃ. Пример: اب وہ مجه‍ے گه‍ر سے نکالنے پر تلے ہوئے ہیں‎ ab wo mujʰe gʰar se nikȃlne par tule hue hɛƞ «Теперь он вознамерился выгнать меня из дома»
4. Простое причастие II (которое в этом случае не изменяется) в сочетании с глаголом چاہنا‎ çȃhnȃ. Пример: میں ہی آدمی کو آواز دیا ہی چاہتا ته‍ا کہ‎ mɛƞ hi ȃdmȋ ko ȃwȃz diyȃ hi çȃhtȃ tʰa ke «Я собирался крикнуть человеку, как….». Причастие глагола جانا‎ jȃnȃ в таких сочетаниях имеет форму جایا‎ jȃyȃ (не گیا!).
5. Сочетание инфинитива смыслового глагола с послелогом کو‎ ko и глагола ہونا‎ hona или آنا‎ ȃnȃ. Примеры: ساٹه‍ کی عمر کے قریب ہونے کو آئی‎ sȃṭʰ ke qarȋb hone ko ȃyȋ «Приближалось шестнадцатилетие», سورج غروب ہونے کو ہے‎ sȗraj ğurȗb hone ko hɛ «Солнце вот-вот зайдёт».

#### Начинательный
Указывает на немедленное начало действия глагола, образуется инфинитивом в косвенном падеже и глаголом لگنا‎ lagnȃ. Пример: میں پورے زور سے تیرنے لگا‎ mɛƞ pȗre zor se terne lagȃ «Я изо всех сил начал плыть».

#### Способ быстрой реализации
Указывает на скорую результативность действия глагола. Выражается конструкцией причастия с -tē, слова دیر‎ dēr «время, срок», отрицательных частиц na\nahīƞ и форм глагола لگنا‎ lagnȃ.

#### Облигаторный
1. Сочетание (субъект)+کو‎ ko+инфинитив+глагол ہونا‎ honȃ имеет значение долженствования, обязательности действия инфинитива для субъекта. Пример: دوسرے دن اسے آنا ته‍ا‎ dȗsre din use ȃnȃ tʰȃ «На второй день ему надо было ехать». Сложные формы (с причастием ہوا‎ huȃ) выражают повторяющееся, обычное действие: مجه‍ے ان سے دوتين دفعہ ملنا ہوا ہے‎ mujʰe un se do-tȋn dafȃ milnȃ huȃ hɛ «Мне пришлось встретиться с ними два-три раза».
2. Более категоричное значение обязательности имеет конструкция (субъект)+کو‎ ko+инфинитив+отглагольное наречие چاہئے‎ çȃhiye. Пример: اسے گه‍ر جانا چاہئے‎ use gʰar jȃnȃ çȃhiye «Ему нужно ехать домой». Для указания на нужду в прошлом после چاہئے‎ çȃhiye ставится глагол ہونا‎ honȃ в форме прошедшего времени.
3. Сильнее всего выражает обязательность конструкция (субъект)+کو‎ ko+инфинитив+глагол پڑنا‎ paṛna. Пример: مجه‍ے گاڑی سے اتركر پیدل چلنا پڑا‎ mujʰe gȃṛȋ se uttar kar pɛdal çalnȃ paṛȃ «Выйдя из машины, мне пришлось двигаться пешком».

Согласование служебных элементов может происходить по-разному. При непереходных глаголах они имеют нейтральную форму, при переходных глаголах необходимо смотреть на падеж объекта: если он косвенный — форма нейтральная, если прямой, то можно согласовать все элементы (в том числе инфинитив, который изменяет окончание nā на nī в женском роде, а также چاہئے‎ çȃhiye — во мн.ч. چاہئیں‎ çȃhiyeƞ), либо использовать нейтральную конструкцию, либо согласовывать всё, кроме инфинитива. Полное согласование в таких случаях ближе к литературной норме.
Если имеется субъект долженствования (тот, кому нужно), даже если он не назван в предложении, могут использоваться все три вышеназванные конструкции. Если же, по мнению говорящего, нужда обусловлена целесообразностью, справедливостью, обычаем и т. п., используется конструкция с چاہئے‎ çȃhiye, при котором употребляются глаголы, не обозначающие активного действия (страдательные и глаголы типа «быть таким-то»).

#### Способ быстрого следования
Это способ действия обозначает быстрое следование другого действия за действием глагола. Он выражается:
1. Сочетанием причастия с -tē и hī (после чего может быть повтор причастия).
2. Сочетанием причастия с -tā³ или инфинитива с послеложным сочетанием آتے کے ساتھ ہی‎ kē sātʰ hī.
3. Конструкцией инфинитива и глагола ہونا‎ honȃ в прошедшем времени, находящейся перед придаточным предложением, вводимым союзом کہ‎ ke. Если необходимо указать субъекта в первом предложении (в обоих предложения он одинаков), то он оформляется послелогом کا‎ kȃ, объект обычно имеет при себе کو‎ ko. Пример: ان کا اس کو دیکه‍نا ته‍ا کہ سب  اپنے جوتے چوڑکر به‍اگ گئے‎ un ka us ko dekʰna tʰa ke sab apne jȗte çoṛ kar bʰȃg gaye «Они, увидев его, сразу же, побросав свою обувь, убежали».
4. Конструкцией инфинитива в косвенном падеже с сочетанием کی دیر‎ kī dēr и простыми формами связки ہونا‎ honȃ.

#### Пространственный
Пространственный (рассредоточительный) способ действия выражается сочетанием простых причастий и глагола په‍رنا‎ pʰirnȃ «бродить».
Простое причастие II в сочетании с глаголом په‍رنا‎ pʰirnȃ имеет значение состояния, которое появляется при перемещении субъекта в пространстве. Например: وقت پر کوئی نہ کوئی چیز گم ہو جائیگی تب اده‍ر اده‍ر به‍اگے په‍ریں‌گے‎ waqt pa koȋ na koȋ çiz gum ho jȃyegȋ tab idʰar udʰar bʰȃge pʰireƞge «(Когда) потеряется в нужный момент какая-нибудь вещь, тогда вы туда-сюда забегаете».
Простое причастие I в сочетании с глаголом په‍رنا‎ pʰirnȃ имеет значение действия причастия, которое совершается в пространстве или на большой территории. Пример: میں تو سارے شہر میں اہلیا کو تلاش کرتا په‍رتا ته‍ا‎ mɛƞ to sȃre şahar meƞ ahliyȃ ko talȃş kartȃ pʰirtȃ tʰȃ «Я искал Ахлию по всему городу». В этой конструкции в основном участвуют причастия от глаголов движения, но не только они, например: جاؤ اور بهرے بازار میں کہتا په‍رو‎ jȃo ɔr bʰare bȃzȃr meƞ kahtȃ pʰiro «Иди и огласи на весь базар (чтобы все на базаре слышали)». Если глагол относится к нескольким причастиям, то он употребляется только после последнего.

#### Другие сочетания
Простое причастие I от глагола لینا‎ lenȃ может образовывать следующие сочетания: لیتا آنا‎ letȃ ȃnȃ «приносить, привозить, приводить с собой» (то же значение имеет и لے آنا‎ le ȃnȃ, а также стянутая форма لانا‎ lȃnȃ), لیتا جانا‎ letȃ jȃnȃ «уносить, увозить, забирать с собой» (как и لے جانا‎ le jȃnȃ), لتا جلنا‎ letȃ çalnȃ «вести, везти, забирать с собой». Примеры: میں به‍ی ڈکٹر کو ساته‍ لیتا آیا ہوں‎ mɛƞ bʰi ḍakṭar ko sȃtʰ leta ȃyȃ hoƞ «Я и доктора с собой привёз», مجه‍ے به‍ی لیتے جلو‎ mujʰe bʰi lete çalo «Забери и меня с собой».
Сочетание چلتا بننا‎ çaltȃ bannȃ имеет значение «быстро уйти, скрыться». Пример: چپراسی تو یہ حکم دے چلتا بنا‎ çaprȃsȋ to ye hukm de çaltȃ banȃ «Посыльный, передав это распоряжение, поспешно ушёл».
Простое причастие II непереходных глаголов может образовывать сочетания с несовершенными формами глагола پڑنا‎ paṛnȃ (он имеет значение «падать»). В таком случае они указывают на близкую реализацию состояния, на которое указывает причастие, либо усиливают это состояние. Пример: کیوں ایک دوسرے پر گرے پڑتے ہو؟‎ kyoƞ ek dȗsre par gire paṛte ho? «Зачем наваливаетесь друг на друга?». Также этот глагол имеет значение «лежать», и при сочетаниях с простым причастием II конструкция может обретать значение покоя, неподвижности субъекта, например: سب سوئے پڑے ته‍ے‎ sab soye paṛe tʰe «Все спали (досл.: все уснувшие лежали)».
Существуют и такие неразложимые причастные сочетания: چلا جانا‎ çalȃ jȃnȃ «идти, уходить, уезжать», چلا آنا‎ çalȃ ȃnȃ «приходить, приезжать, возвращаться», چلا چلنا‎ çalȃ çalnȃ «уходить, уезжать», به‍اگ جانا، دوڑا جانا‎ dɔr jȃnȃ, bʰȃg jȃnȃ «убегать», به‍اگ آنا، دوڑا آنا‎ dɔr ȃnȃ, bʰȃg ȃnȃ «прибегать».

## Имя

### Существительное

#### Род
Категория рода — самый яркий признак существительных в языке урду, так как он присущ только этой части речи. Остальные приобретают его лишь по согласованию. Бывает затруднительно определить род по внешнему виду для каждого существительного, однако есть некоторые признаки, помогающие при установлении рода.
К мужскому роду относятся:
1) Все названия людей и животных мужского пола;
2) Названия небесных светил, гор, стран;
3) Названия металлов, минералов и драгоценных камней (кроме چاندی‎ çȃndȋ «серебро»);
4) Названия многих жидкостей;
5) Названия деревьев (кроме املی‎ imlȋ «тамаринд»);
6) Названия злаков (кроме جوار‎ juwȃr «индийское просо», а слово مونگ‎ mȗng «чечевица» может выступать как в мужском, так и в женском роде);
7) Названия месяцев индийского календаря и дней недели (кроме جمعرات‎ jumȃrȃt «четверг»);
8) Все слова с суффиксами, образующими названия деятелей и лиц мужского пола -ȃr, -ȃk, -ȃkȃ, -ȃku, -bar, -bȃz, -bȃn, -dȃr, -sȃz, -kȃr, -gȃr, -gar, -mȃr, -ȗ, -wȃ, -wȃlȃ, -erȃ, -ȋ и т. д.;
9) Многие имена существительные, оканчивающиеся на ا‎ -ȃ или اں‎ -ȃƞ;
10) Инфинитивы в значении имён действия;
11) Имена иранского и арабского происхождения, оканчивающиеся в урду на ـہ‎;
12) Отвлечённые имена существительные, оканчивающиеся на -ȃo, -ȃwȃ, -pȃ, -pan;
К женскому роду относятся:
1) Названия людей и животных женского пола;
2) Названия рек (кроме سنده‍‎ sindʰ «Синд», شون‎ şon «Шон»);
3) Названия кушаний и специй;
4) Названия языков;
5) Все имена существительные с суффиксами, образующими названия имён деятелей и лиц женского пола -ȃni, -an, -in, -nȋ, iyȃ, -a;
6) Имена существительные, оканчивающиеся на -ȋ и не обозначающие деятелей (кроме слов پانی‎ pȃnȋ «вода», دہی‎ dahȋ «простокваша», موتی‎ motȋ «жемчуг», گه‍ی‎) gʰȋ «топлёное масло»;
7) Отвлечённые имена существительные, образованные с помощью суффиксов -ȋ, -n, -ȃȋ, -waṭ, -haṭ, а также с основой на -ṭ;
8) Слова индийского происхождения с уменьшительным суффиксом -iyȃ;
9) Имена арабского происхождения с основой на -t и -d;
10) Многие имена существительные с основой на -kʰ;
11) Имена существительные иранского происхождения с основой на -iş;
12) Имена арабского происхождения с основой на ا‎ или ـہ‎;
13) Глагольные основы, употребляющиеся как отвлечённые существительные;
14) Имена с окончанием -yat;
Изложенные выше правила крайне нерегулярны и имеют большое количество исключений.

#### Падеж и число
Имена существительные в языке урду могут иметь форму единственного или множественного числа (либо употребляются только в одном из них), а также прямого, косвенного и звательного падежей.
Имена существительные урду условно можно поделить на четыре группы по типу склонения:
1) Имена мужского рода с окончанием на ا‎ (ـہ‎) или اں‎, например کمرا‎ kamrȃ «комната»;
2) Имена мужского рода с другим окончанием, а также многие заимствованные слова, в том числе с окончанием ا‎, например باپ‎ bȃp «отец»;
3) Имена женского рода с окончанием на ـی‎, например بیٹی‎ beṭȋ "дочь;
4) Имена женского рода с другим окончанием, например کتاب‎ kitȃb «книга»;
В следующей таблице приведён образец склонения на основе примеров из каждой группы.
| Единственное число | Единственное число | Единственное число | Множественное число | Множественное число | Множественное число |
| Прямой падеж       | Косвенный падеж    | Звательный падеж   | Прямой падеж        | Косвенный падеж     | Звательный падеж    |
| ------------------ | ------------------ | ------------------ | ------------------- | ------------------- | ------------------- |
| کمرا‎ kamrȃ         | کمرے‎ kamre         | کمرے‎ kamre         | کمرے‎ kamre          | کمروں‎ kamroƞ        | کمرو‎ kamro          |
| باپ‎ bȃp            | باپ‎ bȃp            | باپ‎ bȃp            | باپ‎ bȃp             | باپوں‎ bȃpoƞ         | باپو‎ bȃpo           |
| بیٹی‎ beṭȋ          | بیٹی‎ beṭȋ          | بیٹی‎ beṭȋ          | بیٹیاں‎ beṭȋyȃƞ      | بیٹیوں‎ beṭȋyoƞ      | بیٹیو‎ beṭȋyo        |
| کتاب‎ kitȃb         | کتاب‎ kitȃb         | کتاب‎ kitȃb         | کتابیں‎ kitȃbeƞ      | کتابوں‎ kitȃboƞ      | کتابو‎ kitȃbo        |

### Прилагательное

#### Словоизменение
Прилагательные урду можно разделить на две группы по типу склонения:
1) Изменяемые, имеющие окончания ا‎ -ȃ или اں‎ -ȃƞ.
2) Неизменяемые, имеющие другие окончания кроме ا‎ -ȃ или اں‎ -ȃƞ. В эту группу входят некоторые прилагательные на ا‎ -ȃ иноязычного происхождения.
Род существительного не отражается на неизменяемых прилагательных. Склонение изменяемых прилагательных показано в следующей таблице (на примере слова اچّه‍ا‎ aççʰȃ «хороший»). Формы косвенного падежа не отличаются от звательного.
|             | Единственное число | Единственное число     | Множественное число | Множественное число    |
|             | Прямой падеж       | Косвенный и звательный | Прямой падеж        | Косвенный и звательный |
| ----------- | ------------------ | ---------------------- | ------------------- | ---------------------- |
| Мужской род | اچّه‍ا‎ aççʰȃ          | اچّه‍ے‎ aççʰe              | اچّه‍ے‎ aççʰe           | اچّه‍ے‎ aççʰe              |
| Женский род | اچّه‍ی‎ aççʰȋ          | اچّه‍ی‎ aççʰȋ              | اچّه‍ی‎ aççʰȋ           | اچّه‍ی‎ aççʰȋ              |

#### Степени сравнения
Исходную форму прилагательного иногда называют «положительной степенью сравнения». Обычно исследователи выделяют сравнительную и превосходную степени сравнения. Степени сравнения имеют большинство качественных прилагательных.
Сравнительная степень («лучше, чем») выражается при помощи послелогов سے‎ se «от, чем» (чаще всего), میں‎ meƞ «среди», میں سے‎ meƞ se «из, среди», کے نسبت‎ ke nisbat, کے بنسبت‎ ke banisbat, کے مفابلہ‎ ke muqȃbala «по сравнению с», کے آگے‎ ke ȃge, کے سامنے‎ ke sȃmne «перед». Пример: علی محمد سے اچه‍ا ہے‎ alȋ muhammad se aççʰȃ hɛ «Али лучше, чем Мухаммад». У слов персидского, а иногда и арабского происхождения сравнительная степень может выражаться прибавлением суффикса تر‎ -tar (напр. بہ‎ beh «хороший» — بہتر‎ behtar «лучше»), при этом конструкции с упомянутыми выше послелогами могут не строиться.
Превосходная степень («самый лучший») выражается использованием указанных выше послелогов, при этом сравниваемое сравнивается с совокупностью однородных предметов, среди которых у сравниваемого преобладает названное прилагательным качество. При этом слово, обозначающее совокупность, может определяться с помощью سب‎ sab «весь, все, всё», либо вовсе заменяться им (когда из контекста ясно, с чем сравнивается предмет). Пример: وه سب لوگ سے اچه‍ا ہے‎ wo sab log se aççʰȃ hɛ «Он лучший человек (досл.: он всех людей лучше)». Также для выражения превосходной степени могут строиться конструкции по типу «лучший из лучших» (اچ‍هے سے اچّه‍ا‎ aççʰe se aççʰȃ), а персо-арабские заимствования могут принимать суффикс ترین‎ (напр. بہ‎ beh «хороший» — بہترین‎ behtarȋn «лучший»).

### Числительное
В текстах на урду, наряду с европейскими цифрами, используется своя версия арабских цифр. Направление написания числа — слева-направо от больших разрядов к меньшим. ۱۲۳۴۵۶۷۸۹۰‎ = 1234567890.
| Европейские цифры                                | 0 | 1 | 2 | 3 | 4 | 5 | 6 | 7 | 8 | 9 |
| ------------------------------------------------ | - | - | - | - | - | - | - | - | - | - |
| Персидская версия цифр, употребляется и для урду | ۰ | ۱ | ۲ | ۳ | ۴ | ۵ | ۶ | ۷ | ۸ | ۹ |

#### Количественные
Как и во многих других индоарийских языках, в хиндустани используется десятичная позиционная система счисления, однако из-за стяжений числительные от 1 до 99 нужно запоминать отдельно. Количественные числительные не изменяются и не согласуются с другими частями речи или предложения.
|       | 0      | 1        | 2        | 3         | 4         | 5         | 6         | 7         | 8         | 9        |
| ----- | ------ | -------- | -------- | --------- | --------- | --------- | --------- | --------- | --------- | -------- |
| 0-9   | sifer  | ek       | do       | tīn       | cār       | pāñc      | chah      | sāt       | āṭh       | nau      |
| 10-19 | das    | gyārah   | bārah    | terah     | caudah    | pandrah   | solah     | satrah    | aṭhārah   | unnīs    |
| 20-29 | bīs    | ikkīs    | bāīs     | teīs      | caubīs    | paccīs    | chabbīs   | sattāīs   | aṭṭāīs    | untīs    |
| 30-39 | tīs    | ikattīs  | battīs   | taiṁtīs   | cauṁtīs   | paiṁtīs   | chattīs   | saiṁtīs   | aṛtīs     | untālīs  |
| 40-49 | cālīs  | iktālīs  | bayālīs  | taiṁtālīs | cavālīs   | paiṁtālīs | chiyālīs  | saiṁtālīs | aṛtālīs   | uncās    |
| 50-59 | pacās  | ikyāvan  | bāvan    | tirpan    | cauvan    | pacpan    | chappan   | sattāvan  | aṭṭhāvan  | unsaṭh   |
| 60-69 | sāṭh   | iksaṭh   | bāsaṭh   | tirsaṭh   | cauṁsaṭh  | paiṁsaṭh  | chiyāsaṭh | sarsaṭh   | aṛsaṭh    | unhattar |
| 70-79 | sattar | ikhattar | bahattar | tihattar  | cauhattar | pachattar | chihattar | sathattar | aṭhhattar | unyāsī   |
| 80-89 | assī   | ikyāsī   | bayāsī   | tirāsī    | caurāsī   | pacāsī    | chiyāsī   | sattāsi   | aṭṭhāsī   | navāsī   |
| 90-99 | nave   | ikyānve  | bānve    | tirānve   | caurānve  | pacānve   | chiyānve  | sattānve  | aṭṭhānve  | ninyānve |

Начиная от ста система становится более регулярной:
- 100 سو‎ sau;
- 1000 ہزار‎ hazār;
- 100 000 لکه‍‎ lākh;
- 10 000 000 کروڑ‎ kroṛ;
- 1 000 000 000 عرب‎ arab;
- 100 000 000 000 خرب‎ kharab;
- 10 000 000 000 000 نیل‎ nīl;
- 1 000 000 000 000 000 پدمہ‎ padma.

#### Порядковые
Порядковые числительные в урду образуются от соответствующих количественных путём прибавления окончания واں‎ -wȃƞ (в составных числительных это окончание присоединяется к последнему элементу). Они изменяются по типу прилагательных на اں‎ и ا‎. Некоторые порядковые числительные образуются не по правилам: پہلا‎ pahlȃ «первый», دوسرا‎ dȗsrȃ «второй», تیسرا‎ tȋsrȃ «третий», چوته‍ا‎ çɔtʰȃ «четвёртый», چه‍ٹا‎ çaṭṭȃ «шестой» (они изменяются так же, как прилагательные). Иногда в урду употребляются заимствованные неизменяемые порядковые числительные: یکم‎ yakum и اوّل‎ awwal «первый», دووم‎ duwwum «второй», سووم‎ suwwum «третий». Чрезвычайно редко используются другие арабские и персидские числительные.

#### Собирательные
Собирательные числительные обозначают количество предметов как единое целое. Они образуются от количественных числительных двумя способами:
1) У числительных от 2 до 10 (кроме 6 и 9) — путём прибавления суффикса ‍وں‎ -oƞ (редко — ‍و‎ -o). Примеры: دونوں‎ donoƞ «двое, оба, вдвоём» تینوں‎ tinoƞ «трое, втроём» چاروں‎ çȃroƞ «четверо, вчетвером» پانچوں‎ pȃƞçoƞ «пятеро, впятером» ساتوں‎ sȃtoƞ «семеро, всемером» آٹه‍وں‎ ȃṭʰoƞ «восьмеро, все восемь» دسوں‎ dasoƞ «десятеро, все десять».
2) От числительных больше 10, а также от 6 и 9 — путём повторения числительного со вставкой послелога کے‎ (при мужском или смешанном роде предметов/лиц) или کی‎ (при женском роде). Примеры: چه‍ے کے چه‍ے‎ çʰe ke çʰe «шестеро» نو کے نو انسان‎ nɔ ke nɔ insan «девятеро, все девять человек» گیاره کی گیاره لڑکیاں‎ giyarȃ kȋ guyarȃ laṛkiyȃƞ «все девять девушек» и т. д.
Для числительных первой группы (от 2 до 10, кроме 6 и 9) можно строить конструкцию как у числительных второй (то есть, например تینوں کے تینوں‎ tȋnoƞ ke tȋnoƞ «все трое, каждый из троих» и т. д.), в таком случае собирательное числительное усиливает своё значение собирательности.

#### Дробные
Дробные числительные обозначают дробные величины. Следующие числительные представляют собой отдельные слова: پاو، چوته‍، چوته‍ائی‎ çɔtʰȃȋ, çɔtʰ, pȃw «четверть», تہائی‎ tihȃȋ «треть», اده‍ا، اده‍‎ adʰ, adʰȃ «половина», پون، پونا‎ pɔn, pɔnȃ «три четверти», پونے‎ pɔne «без четверти», سوا‎ sawȃ «с четвертью», ڈیڑه‍‎ ḍeṛʰ «полтора», ڈه‍ائی، اڑه‍ائی‎ aṛʰȃȋ, ḍʰȃȋ «два с половиной», ساڑه‍ے‎ sȃṛʰe «с половиной». Для других величин в урду нет отдельных слов, и они образуются сочетанием названных выше, например اده‍ پاو‎ adʰ pȃw «полчетверти» и т. д.
При повторе числительных они приобретают распределительное значение, например: ان سے کہو اده‍ی اده‍ی پنشن بانٹ لیا کریں‎ un se kaho adʰȋ adʰȋ penşan bȃƞṭ liyȃ kareƞ «Скажи им, чтобы раздавали по половине пенсии».
По своим грамматическим свойствам названные выше числительные неоднородны. Например, چوته‍، چوته‍ائی، تہائی‎ tihȃȋ, çɔtʰȃȋ, çɔtʰ являются существительными женского рода, они обозначают числа в сочетании с соответствующими количественными числительными (то есть, например ایک چوته‍ائی‎ ek çɔtʰȃȋ «одна четверть» и т. д.), и при этом не принимают форм множественного числа. Кроме того, первые два слова обычно (как самостоятельно, так и в сочетаниях) употребляются с существительными (например: چوته‍ائی وقت‎ çɔtʰȃȋ waqt «четверть времени»).
Слово پاو‎ pȃw — существительное мужского рода.
Слова اده‍ا، پونا‎ adʰȃ, pɔnȃ являются прилагательными и согласуются с определяемым словом в роде, числе и падеже (например: اده‍ے گه‍نٹے تک‎ adʰe gʰanṭe tak «в течение получаса»). Однако, اده‍ا‎ adʰȃ может употребляться в качестве существительного со значением «половина» (например: اده‍ے سے کچه‍ زیادہ‎ adʰe se kuçʰ ziyȃda «чуть больше половины»). Другие дробные числительные не изменяются.
Числительные ڈیڑه‍‎ ḍeṛʰ «полтора», ڈه‍ائی، اڑه‍ائی‎ aṛʰȃȋ, ḍʰȃȋ «два с половиной» употребляются как в сочетании с существительными, так и с количественными числительными (обозначающими сотни, тысячи, сотни тысяч и т. д., например: ڈیڑه‍ سو‎ ḍeṛʰ sɔ «150, полторы сотни» и ڈیڑه‍ دن‎ ḍeṛʰ din «полтора дня»).
Дробные числительные ساڑه‍ے‎ sȃṛʰe «с половиной», پونے‎ pɔne «без четверти» и سوا‎ sawȃ «с четвертью» употребляются только с количественными числительными, а первое — только с числительными больше 3-х. Если эти слова приходят перед числами до 99, то они обозначают соответствующую величину от единицы названного числа (например پونے دس‎ pɔne das «без четверти девять, 9 и 3/4»). Если же они приходят перед словами со значением сотен, тысяч, сотен тысяч и т. д., то они относятся не к единице от них, а самой сотне, тысяче и т. д. (например پونے ہزار‎ pɔne hazȃr «без четверти тысяча, 750»).
Дробные числительные پونے‎ pɔne «без четверти», سوا‎ sawȃ «с четвертью», ڈیڑه‍‎ ḍeṛʰ «полтора», ڈه‍ائی، اڑه‍ائی‎ aṛʰȃȋ, ḍʰȃȋ «два с половиной», ساڑه‍ے‎ sȃṛʰe «с половиной» употребляются и для обозначения времени, например: پونے دو بچے‎ pɔne do baje «без четверти два часа, 1 час 45 минут», ڈیڑه‍ بجہ‎ ḍeṛʰ baja «полтора часа, 1 час 30 минут».

##### Математические дроби
В математике различаются простые дроби и десятичные, а также смешанные числа.
Для обозначения простых дробей строится такое сочетание: называется числитель, затем — слово بٹا‎ baṭȃ либо بٹے‎ baṭe (причастие от بٹنا‎ baṭnȃ «делиться, быть разделённым»), а после него — знаменатель. Примеры: چار بٹا (بٹے) پانچ ۴/۵‎ çȃr baṭȃ (или baṭe) pȃnç «Четыре пятых, 4/5», سات بٹا (بٹے) آٹه‍، ۷/۸‎ sȃt baṭȃ (или baṭe) ȃṭʰ «Семь восьмых, 7/8».
Десятичные дроби в урду читаются так: целое число (после него, если это не ноль, можно употреблять слово صحیح‎ sahȋh «целый»), затем слово عشریہ‎ aşariyya «десятичный» (обязательно!), а затем дробная часть (каждая цифра называется отдельно). Примеры: صفر عشریہ سات ۰،۷‎ sifar aşariyya sȃt «ноль целых и семь десятых, 0,7», تین (صحیح) عشریہ چار تین ۳،۴۳‎ tȋn (sahȋh) aşariyya çȃr tȋn «Три целые и сорок три сотые, 3,43».
Смешанные числа (целое число и простая дробь) передаются так: целое число, после него — обязательное слово صحیح‎ sahȋh «целый», а затем простая дробь (по правилам, изложенным выше). Пример: پانچ صحیح دو بٹا (بٹے) سات، ۵،۲/۷‎ pȃƞç sahȋh do baṭȃ (или baṭe) sȃt «пять целых и две седьмые, 5 2/7».
Кроме того, дроби могут выражаться сочетанием количественного числительного со словом حصّہ‎ hissa (ساتواں حصّہ، ۱/۷‎ sȃtwȃƞ hissa «седьмая часть, одна седьмая, 1/7», نو میں سے پانچ حصے، ۵/۹‎ nɔ meƞ se pȃƞç hisse «из девяти пять частей, пять девятых, 5/9», آٹه‍ سوویں حصے، ۸/۱۰۰‎ ȃṭʰ sɔweƞ hisse «восемь сотых частей, 8/100; 0,08»). В речи слово حصّہ‎ hissa может опускаться (تین پانچویں، ۳/۵‎ tȋn pȃƞçweƞ (hisse) «три пятые (части)».
Для выражения процентов используется сочетание количественного числительного со словом فی صد‎ fȋsad (от араб. في‎ fȋ «в» и перс. صد‎ sad «сотня»). Например: دس فی صد ۱۰٪‎ das fȋsad «десять процентов, 10 %, десять в сотне».

#### Кратные
Кратные (множительные) числительные образуются двумя способами:
1) Путём присоединения к количественному числительному суффикса گنہ‎ (گونہ‎) -guna. При этом долгий гласный некоторых числительных может претерпевать изменения, например: تگونہ‎ tiguna «трёхкратный, тройной». Также и гласный u в самом суффиксе может выпадать. Образованное так числительное может как согласоваться с определяемым в роде, числе, падеже, так и оставаться в начальной форме. Оно употребляется как определение, именное сказуемое (напр. یتیموں کی عدد دوگونی ہو گئی‎ yatȋmoƞ kȋ adad dogunȋ ho gayȋ «Число сирот увеличилось вдвое»), а также как обстоятельство меры (напр. مگر آنکه‍یں، اس کی ابنی آنکه‍وں سے آٹه‍گونی خوبصورت اور بڑی ہوتیں‎ magar ȃƞkʰeƞ, us kȋ apnȋ ȃƞkʰoƞ se ȃṭʰgunȋ xubsurat ɔr baṛȋ hotȋƞ «Но глаза были в восемь раз больше и красивее её собственных»). Кроме того, тот же суффикс может образовывать сочетание کئی‌گونہ‎ kayguna «в несколько раз».
2) К количественному числительному присоединяется слово ہرا‎ harȃ, при этом в самом числительном и суффиксе могут происходить определённые изменения, например: اکہرا‎ ikahrȃ «однократный», دوہرا‎ duhrȃ «двукратный» и т. д. Суффикс всегда согласуется с определяемым в роде, числе и падеже (как прилагательное). Обычно, образованные так числительные употребляются как определения.

## Частица

### Простые послелоги
Послелоги — это служебные слова, которые употребляются с самостоятельными частями речи для указания на синтаксические отношения между словами в словосочетании или в предложении. В русском языке им соответствуют предлоги и падежные окончания. С послелогами употребляются только формы косвенного падежа. В современных текстах послелоги обычно пишутся раздельно с предыдущим словом. Между послелогом и управляемым словом могут находиться модальные частицы (напр. آپ ہی نے ہم لوگوں کو به‍ولا رکه‍ا ہے‎ ȃp hȋ ne ham logoƞ ko bʰȗlȃ rakʰȃ hɛ «Именно вы ввели нас в заблуждение»), а также пояснительные конструкции и придаточные предложения.
В урду имеется восемь простых послелогов: کا، کو، سے، میں، پر، تک، نے، سمیت‎. Ниже представлена их характеристика с указанием на основные значения, при этом они могут изменяться в других контекстах.
Послелог کا‎
Послелог کا‎ kȃ — самый употребительный в языке урду. Он сочетается с любой частью речи, а также входит в состав большинства сложных послелогов. Он изменяет своё окончание по типу прилагательных и согласуется с числом и родом последующего слова. Некоторые личные местоимения не сочетаются с этим послелогом, а меняю свою форму. Его основное значение — притяжательность, принадлежность. Пример عمر کی کتاب‎ umar kȋ kitȃb «Книга Умара» (послелог согласуется со словом کتاب‎ kitȃb «книга»). Тем не менее, многие притяжательные конструкции, характерные для урду, в русском языке принято оформлять по-другому. Примеры: کام کا دن‎ kȃm kȃ din «рабочий день» (досл. «день работы»), برتن کی الماری‎ bartan kȋ almȃrȋ «шкаф (для) посуды».
Послелог کو‎
Послелог کو‎ ko в языке урду может употребляться в различных случаях:
1) При словах, указывающих на время, употребляется этот послелог: وہ شام کو سینما جاتے ہیں‎ wo şȃm ko sȋnimȃ jȃte hɛƞ «Вечером они идут в кино».
2) При глаголах движения, если возможно употребить вопрос «куда?», этот послелог оформляет цель, конечную точку: میں‌نے علی کو خط به‍یجا‎ mɛƞne alȋ ko xatt bʰɛjȃ «Я отправил письмо (к) Али».
3) Этот послелог может оформлять дополнение при глаголе, внося ему оттенок определённости: آپ اس قالین کو خریدیئے‎ ȃp is qȃlȋn ko xarȋdiye «Купите этот ковёр» (но оно же آپ یہ قالین خریدیئے‎ ȃp ye qȃlȋn xarȋdiye).
4) Этот предлог употребляется в предложениях, говорящих о наличие состояний, чувств и т. д.: حسن کو یہ کتاب پسند ہے‎ hasan ko ye kitȃb pasand hɛ «Хасану нравится эта книга», کیا آپ کو فرصت ہے؟‎ kyȃ ȃp ko rursat hɛ? «У вас есть свободное время?».
5) Это послелог участвует при образовании некоторых глагольных конструкций в урду.
6) Слово с этим послелогом может иметь значение цели (то есть, он может употребляться аналогично کے لئے‎ keliye): گه‍ر میں که‍انے کو کچه‍ نہیں‎ gʰar meƞ kʰȃne ko kuçʰ nahȋƞ «В доме нечего есть» (то есть, в доме нет ничего, чтобы его съесть).
В одном предложении этот послелог может употребляться сразу в нескольких функциях (для каждой функции он употребляется один раз), например: وہ علی کو شام کو وہاں کتاب دے سکتا ہے‎ wo alȋ ko şȃm ko wahȃƞ kitȃb de saktȃ hɛ «Вечером он может передать Али книгу там» (первый указывает на направление — «передать Али», второй — на время «вечером»).
Послелог سے‎
Послелог سے‎ se в урду употребляется в таких случаях:
1) Обозначая субъект, непосредственного производителя или средство действия, либо другого предмета, к которому можно задать вопрос «чем?»: اس نے اپنے ہاته‍ سے کیوں خط نہیں لکه‍ا؟‎ us ne apne hȃtʰ se kyoƞ xatt nahȋƞ likʰȃ? «Почему он не написал письмо своё рукой?», یہ دکان دوائیوں سے به‍ری ہوئی ته‍ی‎ ye dukȃn dawaȋyoƞ se bʰarȋ huȋ tʰȋ «Эта лавка была полностью заполнена лекарствами (полна лекарств)»).
2) С некоторыми глаголами: اس کی صورت استاذ جی سے بالکل ملتی ہے‎ us kȋ surat ustȃz jȋ se bilkull miltȋ hɛ «Он был очень похож на господина учителя» (досл. «Его вид точно приближался, был близок к…», употребляется при глаголе ملنا‎ milnȃ), میں اس سے یہ بات پوچه‍تا ته‍ا‎ mɛƞ us se ye bȃt poçʰtȃ tʰa «Я спросил у него эту вещь» (при глаголе پوچه‍نا‎ poçʰnȃ «спрашивать»).
3) В значении русских предлогов «от, из»: ناک سے خون جاری ہو گیا‎ nȃk se xun jȃrȋ ho gayȃ «Из носа потекла кровь», میں آپ سے ایک عرض کرنے آیا ہوں‎ mɛƞ ȃp se ek arz karne ȃyȃ hoƞ «Я пришёл, чтобы обратиться к вам с одной просьбой» (досл. «…от вас просить…»).
4) При словах, обозначающих время, если говорится об одном моменте — начале чего-либо в этот момент, а если говорится об отрезке времени — продолжении чего-то в этот отрезок: میں ولادت ہی سے خوش ہوں‎ mɛƞ wilȃdat se xuş hoƞ «Я счастлив с рождения» — محمد کئی دن سے بیمار ہے‎ muhammad kayi din se bȋmȃr hɛ «Мухаммад уже несколько дней болеет».
5) Обстоятельство образа действия: آپ خیریت سے ہیں؟‎ ȃp xɛrɛt se hɛƞ? «Вы в порядке?».
Послелог میں‎
Послелог میں‎ meƞ в урду имеет такие значения:
1) Нахождение внутри чего-либо, в том числе в помещении, одежде, на территории, в состоянии, за время и т. д.: ہم گه‍ر میں ہیں‎ ham gʰar meƞ hɛƞ «Мы дома (в доме)», تم اس دو دنوں میں کیا کرتا ته‍ا؟‎ tum is do dinoƞ meƞ kyȃ kartȃ tʰȃ? «Что ты делал в эти два дня?».
2) Выражает цену, стоимость: میں اس قالین پندرہ روپیے میں خریدتا ته‍ا‎ mɛƞ is qȃlȋn panra rupiye meƞ xarȋdtȃ tʰȃ «Я купил этот ковёр за 15 рупий».
3) При некоторых глаголах: اس نے فورًا رونے کو ہنسی میں بدل لیا‎ us ne fɔran rone ko hansȋ meƞ badal liyȃ «Он быстро сменил плачь на смех» (досл. «плачь в смех превратил»).
Послелог پر‎
Послелог پر‎ в языке урду имеет следующие значения:
1) Для указания на дополнения при глаголе, действие которого направлено непосредственно объект: وه مجه‍ پر انگلی بهی نہیں اٹه‍اتا ته‍ا‎ wo mujʰ par uṇglȋ bʰi nahȋƞ uṭʰȃtȃ tʰȃ «Он на меня даже пальца не поднимал», وہ میری باتوں پر ہنستا ہے‎ wo merȋ bȃtoƞ par hanstȃ hɛ «Он смеётся над моими словами».
2) Выражается цену: پچاس پر یہ نہیں خریدوں‌گے‎ paççȃs par ye nahȋƞ xarȋdoƞge «За пятьдесят (рупий) вы этого не купите».
3) Для указания на средство (передвижения и т. п.): وہ وہاں موٹر پر گئے ته‍ے‎ wo wahȃƞ moṭar par gaye tʰe «Они ездили туда на машине».
4) Для указания на нахождение на поверхности чего-либо, или же на местонахождение вообще: اس نے خط پر دست‌خط کر دیا‎ us ne xatt par dastxatt kar diyȃ «Он поставил подпись на письме», راستے پر وه کسی سے نہ بولتا‎ rȃste par wo kisȋ se na boltȃ «На улице он ни с кем не разговаривал».
5) Для указания на цель: پچه‍لے سال وه یہاں چه‍ٹی پر آیے ته‍ے‎ piçʰle sȃl wo yahȃƞ çʰuṭṭȋ par ȃte tʰe «В прошлом году они приезжали сюда на каникулы».
Послелог تک‎
Послелог تک‎ tak в урду имеет значения:
1) Предела чего-либо (движения, времени и т. д.): بارہ بجے تک آجاوںگا ضرور‎ bȃra baje tak ȃjȃoƞga zarur «До 12 часов я приду, обязательно», اس نے دروازے ہی تک گیا‎ us ne darwȃze hi tak giyȃ… «Он дошёл до двери».
2) Для указания на предельную меру (времени, пространства, стоимости или веса): سندر دو دن تک بہت خاموش ته‍ا‎ sundar do din tak bohot xȃmuş tʰȃ «Сундар два дня был очень молчалив», وه کتنے تک بک جایگی؟‎ wo kitne tak bik jȃyegȋ? «За сколько она продаётся?».
3) В сочетании с предлогом سے‎ se имеет значение «от … и до…»: وہ مجه‍ے سر سے پاوں تک دیکه‍ رہا ہے‎ wo mujʰ sar se pȃiƞ tak dekʰ rahȃ hɛ «Он меня оглядывает с ног до головы».
Послелог سمیت‎
Послелог سمیت‎ samet указывает на совместность чего-либо, например: اب وه خاندان سمیت رہتا ہے‎ ab wo xȃndȃn samet rahtȃ hɛ «Сейчас он живёт с семьёй».
Послелог نے‎
Этот послелог употребляется только для обозначения эргативной конструкции, подробнее смотрите в соответствующем разделе.

### Сложные послелоги
Сложные послелоги представляют собой сочетание послелогов کا‎ kȃ (в форме کے‎ ke или کی‎ kȋ) или سے‎ se с определённым именем, наречием и т. д. Такие сочетания являются устоявшимися и используются довольно часто, в отличие от сочетаний этих послелогов с другими словами. Ниже представлено описание некоторых из этих послелогов, где они разделены на семантические категории.
Многие сложные послелоги могут повторяться (повторяется только вторая, именная часть), усиливая своё значение.
В урду и хинди существует более сотни сложных послелогов, около половины из которых малоупотребительны. Ниже перечислены не все послелоги, так как нет чётких границ между сложным послелогом и именным сочетанием, поэтому разные исследователи по-разному смотрят на них.
Послелоги места
К сложным послелогам места в урду относятся: کے (سے) اوپر‎ ke (или se) ɔpar «на, над, выше», کے نچے، کے تلے‎ ke niççe, ke tale «под, ниже», کے سامنے، کے مقابل، کے (سے) آگے، کے روبرو‎ ke sȃmne, ke muqȃdil, ke (или se) ȃge, ke ru-ba-ru «перед, напротив», کے (سے) پچه‍ے‎ ke (или se) piçʰe «позади, сзади», کے (سے) باہر‎ ke (или se) bȃhir «снаружи, вне, за пределами», کے اندر‎ ke andar «в, внутри», کے بیچ، کے مابین، کے درمیاں‎ ke bȋç, ke mȃbɛn, ke darmiyȃƞ «между, посреди», کے بیچوں بیچ‎ ke bȋçoƞ bȋç «в самой середине», کے پاس، کے نزدیک، کے قریب‎ ke qarȋb, ke nazdȋk, ke pȃs «около, поблизости», کے آس‌پاس، کے گرد، کے اردگرد‎ ke ird-gird, ke gird, ke ȃs-pȃs «около, вокруг», کے چاروں طرف‎ ke çȃroƞ taraf «вокруг, кругом», کے پار‎ ke pȃr «по ту сторону», کے یہاں، کے ہاں‎ ke yahȃƞ, ke hȃƞ «у (только со словами, называющими людей)». Многие из этих предлогов реализуют как пространственные, так и объектные отношения, например: میرے اوپر به‍روسا رکه‍و‎ mere ɔpar bʰarosȃ rakʰo «Положись на меня». Послелог کے نزدیک‎ ke nazdȋk может употребляться и для обозначения источника сообщения, например: اس کے نزدیک یہ عجیب بات ته‍ی‎ us ke nazdȋk ye ajȋb bȃt tʰȋ «По его мнению, это было странно».
Послелоги направления
Следующие послелоги указывают на направление (часть из них — также и послелоги места): کی طرف، کی جانب، کی سمت‎ kȋ smit, kȋ jȃnib, kȋ taraf «в сторону, по направлению, к», کے اندر‎ ke andar «внутрь», کے (سے) باہر‎ ke (или se) bȃhir «наружу, вне», کے نچے، کے تلے‎ ke niççe, ke tale «под», کے پچه‍ے‎ ke piçʰe «за, вслед», کے پار‎ ke pȃr «на ту сторону», کے آرپار‎ ke ȃrpȃr «через, насквозь», کے راستے‎ ke rȃste «через», کے پاس، کے نزدیک، کے قریب‎ ke qarȋb, ke nazdȋk, ke pȃs «к, вблизь», کے یہاں، کے ہاں‎ ke yahȃƞ, ke hȃƞ «к, вблизь (к человеку)», کے بل‎ ke bal «на», کے لئے‎ ke liye «для, в». Предлог کے بل‎ ke bal выражает одновременно и пространственные, и объектные отношения, например: وہ سر کے بل که‍ڑا ته‍ا‎ wo sir ke bal kʰaṛȃ tʰȃ «Он стоял на голове».
Послелоги времени
Предлоги, указывающие на время, в урду таковы: کے (سے) پہلے، کے (سے) قبل، سے پیشتر‎ ke (se) pehle, ke (se) qabl, se peştar «до, перед, раньше», کے بعد، کے پچه‍ے‎ ke bȃd, ke piçʰe «после», کے اندر، کے دورًا، کے وقت‎ ke waqt, ke dɔran, ke andar «во время, в течение», کے لئے‎ ke liye «в течение, на, за», کے بیچ، کے درمیاں‎ ke bȋç, ke darmiyȃƞ «между», کے قریب، کے لگ‌به‍گ‎ ke qarȋb, ke lag-bʰag «около». Послелоги کے قریب، کے لگ‌به‍گ‎ ke qarȋb, ke lag-bʰag используются не только с величинами времени, но и с любыми словами обозначающими количество, имея значение «около, приблизительно столько».
Послелоги цели
Послелогами цели в урду являются کے لئے، کے واستے، کی خاطر، کے تئیں‎ ke liye, ke wȃste, kȋ xȃtir, ke tayȋƞ «для, ради». Они могут использоваться для указания на предмет, ради которого что-то происходит, а также на действие (после инфинитива), для исполнения которого что-то предпринимается.
Послелоги причины
В урду послелогами, указывающими на причину являются: کے بائس، کے مارے، کے سبب، کے لئے، کی بدولت، کے به‍روسے، کے پچه‍ے‎ ke piçʰe, ke bʰarose, kȋ badɔlat, ke liye, ke sabab, ke mȃre, ke bȃis, с общим значением «по причине, из-за, благодаря, вследствие». Кроме того, предлогами со значение соответствия, подчинения являются کے مطابق، کے تحت، کے بموجب، کے موافق، کے ماتحت‎ ke mȃtaht, ke muwȃfiq, ke bamȗjib, ke taht, ke mutȃbiq «согласно, по, в соответствии с».
Послелоги связи
На связь, отношение в урду указывают следующие послелоги: کے (سے) متعلق، کی بابت، کی نسبت، کے ناتے، کے بارے میں‎ ke (se) mutȃliq, kȋ bȃbat, kȋ nisbat, ke nȃte, ke bȃre meƞ со значением «в связи с, в отношении, по отношению, о, об, про». Они употребляются в таких контекстах: وه کسی کے بارے میں کسی نہیں جانتا ته‍ا‎ wo kisȋ ke bȃre meƞ kuçʰ nahȋƞ jantȃ tʰȃ «Он ни о ком ничего не знал».
Послелоги средства
Предлоги, указывающие на средство, орудие действия или его источник в урду таковы: کے ذریا، کے ذرئے، کی مارفت، کی بدولت، کے ہاته‍، کے ہاته‍وں‎ ke zariyȃ, ke zariye, kȋ mȃrfat, kȋ badɔlat, ke hȃtʰ, ke hȃtʰoƞ, они имеют значение «посредством, при помощи, через». К ним же можно отнести послелог, указывающий на вид, форму — کے بطور‎ ke batɔr «в качестве, в виде», а также послелог کے زبانی‎ ke zabȃnȋ «из уст».
Предлог کے ہاته‍‎ ke hȃtʰ также имеет значение предлога направления, например: میرے ہاته‍ بیجیئے‎ mere hȃtʰ bejiye «Мне (досл. в мою руку) продайте».
Послелоги совместности
Послелогами, указывающими на совместность, в урду являются: کے ساته‍، کے ہمراہ، کے مع‎ ke sȃtʰ, ke hamrȃh, ke mȃ «вместе, с, совместно с». Послелог کے ساته‍‎ имеет значение более близкого взаимодействия. Все эти предлоги употребляются и с отвлечёнными именами, в такому случае означая наличие отвлечённого свойства.
Послелоги противопоставления
Предлоги противопоставления в урду такие: کے خلاف، کے برخلاف، کے برکس‎ ke baraks, ke xilȃf, ke barxilȃf «вопреки, напротив, в противоположность».
Послелоги подобия
Предлоги, обозначающие подобие: کی طرح، کی مانند‎ kȋ tarah, kȋ mȃniƞd «как, подобно», کے برابر‎ ke barȃbar «как, наравне с», کی دیکه‍ادیکه‍ی‎ kȋ dekʰȃ-dekʰȋ «как, подражая, по примеру». Послелог کے برابر‎ ke barȃbar употребляется и для указания на положение рядом в непосредственной близости.
Послелоги отсутствия и исключения
Послелогами, указывающими на отсутствие, являются следующие: کے بغیر، کے بنا، کے بنہ، کے بلا‎ ke bağɛr, ke binȃ, ke bilȃ «без, в отсутствии». Предлогами исключения (или добавления, в зависимости от контекста) являются: کے سوا، کے سوائے، کے علاو‎ ke siwȃ, ke siwȃe, ke ilȃwa, ke alȃwa «Кроме, за исключением или вдобавок, сверх».
Послелоги замены
Следующие послелоги указывают на замену: کے بدلے، کے (کی) بجائے، کی جگہہ، کے لئے، کے اواز‎ ke badale, ke (или kȋ) bajȃe, kȋ jagah, ke liye, ke awȃz «вместо, за, взамен, разг. заместо».
Послелоги сравнения
Предлоги, использующиеся для сравнения, такие: کے نسبت‎ ke nisbat, کے بنسبت‎ ke banisbat, کے مفابلہ‎ ke muqȃbala «по сравнению с», کے آگے‎ ke ȃge, کے سامنے‎ ke sȃmne «перед».

### Составные послелоги
Составные послелоги представляют собой сочетание простого послелога с любым другим послелогом (сложным или простым). Один из компонентов сочетания носит уточняющую функцию, которая, как правило, может быть получена из контекста. По этой причине всегда возможна замена составного послелога на простой или сложный. Например: په‍ولدان میں کا پانی‎ pʰoldȃn meƞ kȃ pȃnȋ — په‍ولدان کا پانی‎ pʰoldȃn kȃ pȃnȋ «вода (из) цветочной вазы» (составной послелог میں کا‎ meƞ kȃ заменён на простой کا‎ kȃ).

### Союзы и союзные слова
Союзы — слова, использующиеся для связи слов в предложении или словосочетании и указания на какие-либо связи, отношения между ними. Союзные слова — местоимения и местоименные наречия, использующиеся как союзы. Исследователи, представляющие грамматику урду по примеру классической арабской грамматики относят союзы к частицам, а союзные слова — к именам.
Союзы урду можно разделить на сочинительные и подчинительные. Кроме них существует союз, совмещающий функции и тех, и других. Это пояснительный союз یعنی‎ yȃnȋ «значит, то есть, а именно» (происходит от арабского глагола يعني yaʕnȋ «значит»). Этот союз используется для уточнения, пояснения.

#### Сочинительные
По значению сочинительные союзы делятся на группы:
1) Соединительные: اور، و‎ ɔr, o, wa «и», نہ.نہ، نہیں…نہ‎ na…na, nahȋƞ…na «Ни…ни». Заимствованный из фарси и арабского союз و‎ o, wa обычно соединяет однородные члены предложения, а исконный союз из хиндустани اور‎ ɔr употребляется чаще и в любых позициях.
2) Противительные: اور‎ ɔr «а, но», لیکن، لکن، مگر، بلکہ، پر‎ lekin, magar, balke, par «но, однако, тем не менее», نہ کہ‎ nake «а не», ورنا، نہیں تو‎ warnȃ, nahȋƞ to «а не то, в противном случае, иначе», پهر، پهر به‍ی‎ pʰir, pʰir bʰȋ «однако, тем не менее». Слова پهر، پهر به‍ی، اور‎ pʰir, pʰir bʰȋ, ɔr употребляются для связи частей сложносочинённого предложения, остальные — также и для связи однородных членов предложения. В качестве противительного союза можно воспринимать частицу نہیں‎ nahȋƞ, после которой идёт утвердительное предложение («это …, а не…»).
3) Сопоставительные (показывают, что второй элемент важнее, чем первый): نہ صرف…بلکہ (به‍ی)‎ na sirf…balke (bʰȋ) "не только, но (и), نہیں (يا نہ)…بلکہ‎ nahȋƞ (или na)…balke «не только не…но, не…а», (ہی) نہیں…به‍ی‎ (hȋ) nahȋƞ…bʰȋ «не только…но (и)». В таком смысле употребляется и противительный союз بلکہ‎ balke «но, однако».
4) Разделительные: یا، کہ‎ yȃ, ke «или», یا (تو)…یا‎ yȃ (to)…yȃ «или…или, то…то», چاہے…چاہے، کیا…کیا، چاہے…یا‎ çȃhe…çȃhe, kiyȃ…kiyȃ, çȃhe…yȃ «или…или, либо…либо».
5) Союзы следствия: اس لئے، سو‎ is liye, so «поэтому».

#### Подчинительные
Подчинительные союзы в урду делятся на следующие смысловые группы:
1) Изъяснительные: کہ‎ ke «что», جو‎ jo «что, чтобы», جیسے، گویا‎ jɛse, goyȃ «словно, будто». Слово جو‎ jo вносит также определительный оттенок, а слова جیسے، گویا‎ jɛse, goyȃ — оттенок предположительности.
2) Причинные: کیوںکہ، چونکہ، اس لئے کہ‎ is liye ke, çoƞke, kyoƞke «потому что, так как».
3) Целевые: اس لئے کہ، کہ، تاکہ، (کہ) جس میں، (کہ) جس سے‎ is liye ke, ke, tȃke, (ke) jis meƞ, (ke) jis se «для того, чтобы; чтобы».
4) Временные: جب‎ jab «когда», جب…تب (تو)، جو…تو (تب)، جب…اس وقت، اس وقت…جب‎ jab…tab (to), jo…to (tab), jab…is waqt, is waqt…jab «когда…тогда», جب تک‎ jab tak «пока; до тех пор, как», اس وقت تک…جب تک (کہ)، تب تک…جب تک‎ is waqt…jab tak (ke), tab tak…jab tak «до тех пор…пока», جب سے(…تب سے)‎ jab se(…tab se) «с тех пор, как», جوں (جیوں) ہی (…تو، تیوں ہی)، جیسے ہی(…تو، ویسے ہی)‎ joƞ (jyoƞ) hȋ (…to, tyoƞ hȋ), jɛse hȋ(…to, wɛse hȋ) «как только(…тогда)», کہ‎ ke «как, как вдруг».
5) Союзы места: جہاں‎ jahȃƞ «где, куда», جہاں…وہاں‎ jahȃƞ…wahȃƞ «где (куда)…там (туда)», جہاں سے…وہاں سے‎ jahȃƞ se…wahȃƞ se «откуда…оттуда», جده‍ر…اده‍ر‎ jidʰar…udʰar «куда…туда».
6) Сравнительные: گویا، (کہ) جیسے (کہ)‎ goyȃ, (ke) jɛse (ke) «словно, будто, как».
7) Условные: اگر…تو، جو…تو، جب…تو‎ jab…to, jo…to, agar…to «если…то», کہیں…تو‎ kahȋƞ…to «если вдруг…то».
8) Уступительные: اگرچہ…تاہم (مگر، لیکن)، چاہے…لیکن (په‍ر به‍ی)، خواه…مگر (لیکن، پهر بهی)، گو (کہ)…مگر (لیکن، په‍ر بهی)‎ go (ke)…magar (lekin, pʰir bʰȋ), xwȃh…magar (lekin, pʰir bʰȋ), çȃhe…lekin (pʰir bʰȋ), agarçe…tȃham (magar, lekin) «хотя…но, пусть так…но», ہالانکہ‎ «хотя».
9) Союзы следствия: یہاں تک کہ، حتی کہ، حتا کہ‎ yahȃƞ tak ke, hattȃ ke «так что, настолько, что».

### Модальные слова
Смысловые частицы и модальные слова в урду могут придавать словам, словосочетаниям и целым предложениям новый оттенок смысла. Ниже представлена характеристика частиц по значению.
1) Утвердительные частица всегда ставятся в начале предложения. Самая употребительная из них — ہاں‎ hȃƞ «да». Более вежливое подтверждение выражают частицы جی‎ jȋ и جی ہاں‎ jȋ hȃƞ. Кроме того, утвердительной частицей можно считать глагол-связку ہوں‎ huƞ в таких контекстах: کیا آپ ہی محمد ہیں؟ - ہوں‎ kyȃ ȃp hȋ muhammad hɛƞ? — huƞ «Вы Мухаммад? — Да (досл.: являюсь)».
2) К отрицательным частицам в урду относится, прежде всего, слово نہیں‎ nahȋƞ «не, нет». Оно употребляется, среди прочего, в сочетании نہیں سہی‎ nahȋƞ sahȋ «ну и ладно, неважно, ну и пусть». Частица نوج‎ nɔj «о нет!» употребляется для выражения резкого отрицательного ответа или обращения. Частица نہ‎ na употребляется в нескольких функциях: как отрицание при глаголах (любого наклонения), а также с деепричастиями и инфинитивом в глагольных сочетаниях, как компонент некоторых союзов, при неопределённых местоимениях и наречиях (в значении Х-бы ни, например کچه‍ نہ کچه‍‎ kuçʰ na kuçʰ «что-нибудь»), после неопределённых местоимений и наречий для отрицания («никто, ничто» и т. д.), а также в сочетаниях نہ سہی‎ na sahȋ «ладно, пусть» и نہ جانے‎ na jȃne «кто знает, неизвестно». С формами повелительного наклонения употребляется отрицательная частица مت‎ mat. Крайне редко употребляется частица نا‎ nȃ.
3) Частица کیا‎ kiyȃ используется как при вопросах, так и при переспросе (как в русском «а?»). Вопросительной является и کیوں‎ kyoƞ «ну что? ну как? а…?», она обычно употребляется при обращении к близким родственникам или младшим по возрасту, положению и т. д. Частицы نا، نہ‎ na, nȃ употребляются в конце вопросительных предложений в значении «не так ли?».
4) Как восклицательные в урду употребляются слова کیا، کیسا‎ kiyȃ, kɛsȃ «какой!» (только при восклицательных предложениях!), а также частица کاش، کاش کہ‎ kȃş, kȃşke «о, если бы!» (для указания на невыполнимое желание).
5) Частица تک‎ tak употребляется с существительными, местоимениями и глаголами в значении «даже». Следует иметь в виду, что в отличие от омонимичного послелога, существительные с этой частицей употребляются в прямом падеже. В значении «ведь, же» употребляется частица جو‎ jo. К усилительным частицам можно причислять и نا، نہ‎ na, nȃ в таких контекстах: اور بهی دو نہ‎ ɔr bʰȋ do na «Давай же ещё!».
Частица بهی‎ bʰȋ имеет значение «ещё, также, тоже». Она ставится после слова и даёт ему значение «он тоже». Также она употребляется после повелительных глаголов и усиливает повеление (сравните с русским «давай же! делай же!» и т. д.). Она же участвует в сочетаниях с союзами, например: اور به‍ی‎ ɔr bʰȋ «ещё [более]», پهر به‍ی‎ pʰir bʰȋ «тем не менее, кроме того ещё» и т. д. Но основное значение بهی‎ bʰȋ — включение в множество, например: وہ به‍ی سمچه‍تا ته‍ا‎ wo bʰȋ samajʰtȃ tʰȃ «Он тоже понимал».
Частица تو‎ to входит в состав некоторых союзов, как и частица بهی‎ bʰȋ, с повелительными глаголами усиливает их значение, но её главное значение — выделение, обращение внимания на что-либо. Например: تمہارا بهائی تو ہے؟‎ tumhȃrȃ bʰȃȋ to hɛ «У тебя брат-то есть?» (именно брат, я не спрашиваю про сестёр, сыновей и т. д., я обращаю внимание на брата).
Частица ہی‎ hȋ входит в состав некоторых союзов и сочетаний, но её значение — исключение, выделение чего-либо из общего числа. Если частица بهی‎ bʰȋ обозначает включение в общее число, а تو‎ to не исключает, но и не включает предмет в множество, то ہی‎ hȋ усиливает и противопоставляет предмет множеству. Пример: میں ہی ڈکٹر ہوں‎ mɛƞ hȋ ḍakṭar hoƞ «Именно я доктор» (не человек слева, и не тот, кто справа, а именно я являюсь доктором здесь).
6) Частица بهر‎ bʰar значит «весь, целый» (دن بهر‎ din bʰar «весь день, на протяжении целого день»). Частица صرف، فقط‎ sirf, faqat означают «только, лишь».
7) К указательным частицам в урду причисляют لے، لو، لیجیئے‎ le, lo, lijiye «возьми» (форма глагола لینا‎ lena «брать»). К ним же относят все указательные местоимения.
8) После имён собственных используются частицы جی، جان‎ jȋ, jȃn «почтенный, уважаемый, господин». При этом слово جی‎ jȋ используется и после других слов при обращении, например دیکه‍یئے جی‎ dekʰiye jȋ «Посмотрите, господин».
9) Частица سا‎ sȃ, если она приходит после слов, обозначающих признак, имеющий степени, означает «очень» (напр. بڑا سا گهر‎ baṛȃ sȃ gʰar «Очень большой дом»). Если же это значение не подходит, то частица имеет значение подобия, «как, похоже» (напр. کالا سا چہرہ‎ kȃlȃ sȃ çahrȃ «черноватое лицо»). Если же оба эти значения не подходят, то частица سا‎ sȃ не имеет значения и выступает как «слово-паразит», не имеющее смысла в речи. Иногда эта частица согласуется с предыдущим словом (по типу прилагательных), и иногда предыдущее слово выступает в косвенном падеже.
Модальные слова ضرور، سچموچ، واقعی، دراصل، اصل میں، ہی سہی‎ hȋ sahȋ, asl meƞ, dar asl, wȃqȃȋ, saçmuç, zarur подчёркивают достоверность, реальность сообщаемого. Сочетание تو سہی‎ to sahȋ ставится в конце предложения, после глагола-сказуемого, и имеет значение разрешения, «пожалуйста». Сочетания со словами تهوڑا، تهوڑے‎ tʰoṛȃ, tʰoṛe имеет значения более категоричного отрицания и употребляются вместо отрицательных частиц. Слово خاک‎ xȃk употребляется в отрицательных и вопросительных предложениях для усиления отрицания или вопроса. Слово شاید‎ şȃyyid имеет значение предположения, «наверное», тогда как شاید ہی‎ şȃyyid hȋ — «вряд ли». Слово ذرا‎ zarȃ — частица вежливости при повелительных глаголах. Сочетание جانے‎ jȃne употребляется в вопросительных предложения для усиления вопроса («откуда мне знать?»), а также в форме نہ جانے‎ na jȃne «кто знает, неизвестно». Слова بلا سے‎ означают безразличие, «без разницы, не важно, всё равно». В вопросительных предложениях для выражения сомнения также используется модальное слов بهلا‎ bʰalȃ. Модальным словом можно считать и глагол چاہئے‎ çȃhiye, выступающий в некоторых глагольных сочетаниях в значении «нужно, необходимо».

### Междометия
Междометия выражают различные чувства, побуждения и другие отвлечённые понятия. Часто они образуются от имён. Ниже приведён список некоторых междометий по значению.
Междометия чувств
1) Удивления: اچه‍ا، اجی، ارے، اہا، اف، افوه، اہو، واه، ائے، ہے، ہیں‎ ȃççʰȃ, ajȋ, are, ahȃ, uf, uffoh, aho, wȃh, ae, he, hɛƞ. Эти слова имеют значение «ох! ах! ого!» и т. п. Слова کیا، کیوں‎ kiyȃ, kiyoƞ означают удивление с недоумением «как?! что!?».
2) Одобрения: اچه‍ا، اہا، اہاہا، کیا خوب، واہ، واه‌وا، شاباش‎ aççʰȃ, ahȃ, ahȃhȃ, kiyȃ xȗb, wȃh, wȃhwȃ, şȃbȃş. Эти слова обозначают «как прекрасно! хорошо! ах! браво!» и т. п.
3) Страха: آہ، اف‎ ȃh, uf «а! ой!» دہائی‎ «помогите!» باپ رے‎ «батюшки! ах!».
4) Сожаления: افسوس، آه، اف، افوه، توبہ، واه، ہا، ہائے، اونہ‎ afsos, ȃh, uf, uffoh, tɔba, wȃh, hȃ, hȃe, ȗƞh «ох! жаль! увы! ах!».
5) Отвращения: اف، چهی، ته‍و، واه‎ uff, çʰȋ, tʰu, wȃh «фу! тьфу!» مرداباد‎ murdȃbȃd «долой!».
6) Отношения к речи собеседника: ٹه‍یک، سہی، ہاں، آجی‎ ṭʰȋk, sahȋ, hȃƞ, ȃjȋ «да, правильно, верно», اونہوں‎ ȗƞhȗƞ «нет! никогда!».
Междометия побуждения
1) Желания удалить: دور، ہٹ، ہش‎ dȗr, haṭ, haş «вон! прочь! кыш!».
2) Предупреждения: خبردار‎ xabardȃr «осторожно! берегись!».
3) Привлечения внимания: اجی، ابے، اہے‎ ajȋ, abe, ahe «эй! послушай(те)!». Имеется также два изменяемых междометия: ارے، رے‎ are, re «эй! послушай!» к мужчине, اری، ری‎ arȋ, rȋ к женщине.
4) Побуждения к прекращению действия: بس، لے، لو‎ bas, le, lo «достаточно! довольно! хватит!», ہیں‎ hɛƞ «не сметь!», а также شش، چپ‎ şiş, çup «молчать! шшш!».
5) Побуждения к взятию вещи: لے، لو‎ le, lo «на, бери».
6) Призыва к совместному действию: آؤ، چلو، لاؤ، آیئے‎ ȃo, çalo, lȃo, ȃiye «давай(те)».
Междометия приветствия и благодарности
1) Приветствия: سلام، آداب عرض، نمسکار، نمستے‎ salȃm, ȃdȃb arz, namaskȃr, namaste (последние два — у индуистов) «здравствуйте, привет».
2) Обращения: ذرا، مہربانی سے، مہربانی کرکے‎ zarȃ, meherbȃnȋ se, meherbȃnȋ karke «пожалуйста, будьте добры».
3) Благодарности и пожелания: زندہ‌باد‎ zindabȃd «да здравствует! долгой жизни (тому-то)!», شب\صبح بخیر‎ şab/subah baxɛr «доброй ночи/утра!», شکریہ‎ şukriya «спасибо», مبارک‌باد‎ mubȃrakbȃd «поздравляю! будьте счастливы!».

### Звукоподражательные слова
Звукоподражательные слова указывают на звуки, которые издают различные предметы или живые существа.
Звукоподражательные существительные чаще всего относятся к женскому роду (напр. په‍س‌په‍س‎ pʰuspʰus «шёпот», گن‌گن‎ gungun «бормотанье, мурлыканье», بڑبڑ‎ baṛbaṛ «ворчание, бурчание», کچ‌کچ‎ kaçkaç «скрип»), но могут относиться и к мужскому (напр. کڑکڑ‎ kaṛkaṛ «треск», چہ‌چہا‎ çahçahȃ «щебетанье, чириканье», کڑکڑ‎ kuṛkuṛ «кудахтанье»).
Звукоподражательные глаголы образуются от соответствующих существительных присоединением суффикса ‍انا‎ -ȃnȃ, например: کڑکڑانا‎ kuṛkuṛȃnȃ «кудахтать», چہچہانا‎ çahçahȃnȃ «щебетать», گنگنانا‎ gungunȃnȃ «бормотать». Также они могут образовываться присоединением к существительному глагола کرنا‎ karnȃ «делать», и в таком случае обладают большей выразительностью, экспрессивностью: کچکچ کرنا‎ kaçkaç karnȃ «скрипеть», بهونبهوں کرنا‎ bʰɔnbʰɔn karnȃ «лаять», چینچین کرنا‎ çȋnçȋn karnȃ «щебетать».